# Liste der Biografien/Kop
Liste der Biografien |
Portal Biografien |
Personensuche
# |
A |
B |
C |
D |
E |
F |
G |
H |
I |
J |
K |
L |
M |
N |
O |
P |
Q |
R |
S |
T |
U |
V |
W |
X |
Y |
Z |
?
 
Ka |
Kb |
Kc |
Kd |
Ke |
Kf |
Kg |
Kh |
Ki |
Kj |
Kl |
Km |
Kn |
Ko |
Kp |
Kr |
Ks |
Kt |
Ku |
Kv |
Kw |
Ky |
Kx |
Kz
 
Koa |
Kob |
Koc |
Kod |
Koe |
Kof |
Kog |
Koh |
Koi |
Koj |
Kok |
Kol |
Kom |
Kon |
Koo |
Kop |
Kor |
Kos |
Kot |
Kou |
Kov |
Kow |
Kox |
Koy |
Koz
Die Liste der Biografien führt alle Personen auf, die in der deutschsprachigen Wikipedia einen Artikel haben. Dieses ist eine Teilliste mit 715 Einträgen von Personen, deren Namen mit den Buchstaben „Kop“ beginnt.

## Kop
- Kop, August (1904–1945), niederländischer Hockeyspieler
- Kop, David van de (1937–1994), niederländischer Bildhauer
- Kop, Jacob van der (1868–1945), niederländischer Sportschütze
- Kop, Lize (* 1998), niederländische Fußballspielerin

### Kopa
- Kopa, Raymond (1931–2017), französischer FußballspielerRaymond Kopa (1931–2017)

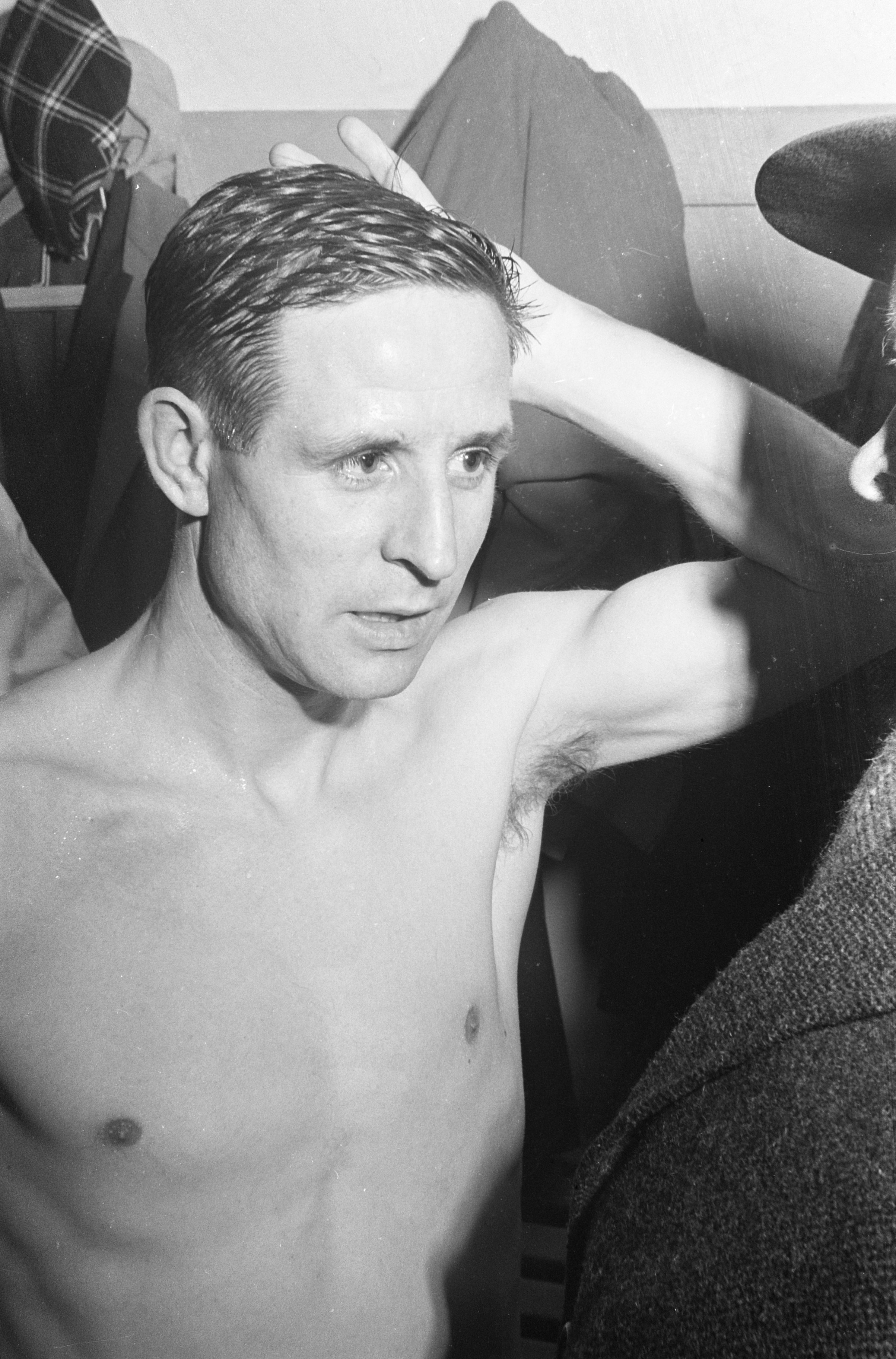
Raymond Kopa (1931–2017)

- Kopač, František (* 1951), tschechischer Fußballspieler und Fußballtrainer
- Kopač, Mojca (* 1975), slowenische Eiskunstläuferin
- Kopač, Primož (* 1970), slowenischer Skispringer
- Kopač, Robert, jugoslawischer Skispringer
- Kopacek, Ingrid (* 1962), deutsche Richterin am Bundespatentgericht
- Kopacek, Peter (1939–2024), österreichischer Informatiker
- Kopache, Thomas (* 1945), US-amerikanischer Schauspieler
- Kopacka, Kevin (* 1987), österreichischer Regisseur und freischaffender Künstler
- Kopacka, Werner (1950–2015), österreichischer Journalist und Autor
- Kopácsi, Barbara (* 1991), ungarische Fußballspielerin
- Kopácsy, József (1775–1847), Metropolit und Erzbischof von Esztergom sowie Primas von Ungarn
- Kopacsy-Karczag, Julie (1867–1957), ungarische Opernsängerin (Sopran)
- Kopacz, Alexander (* 1990), kanadischer Bobsportler
- Kopacz, Aneta (* 1975), polnische Drehbuchautorin und Filmregisseurin
- Kopacz, David (* 1999), polnischer FußballspielerDavid Kopacz (* 1999)

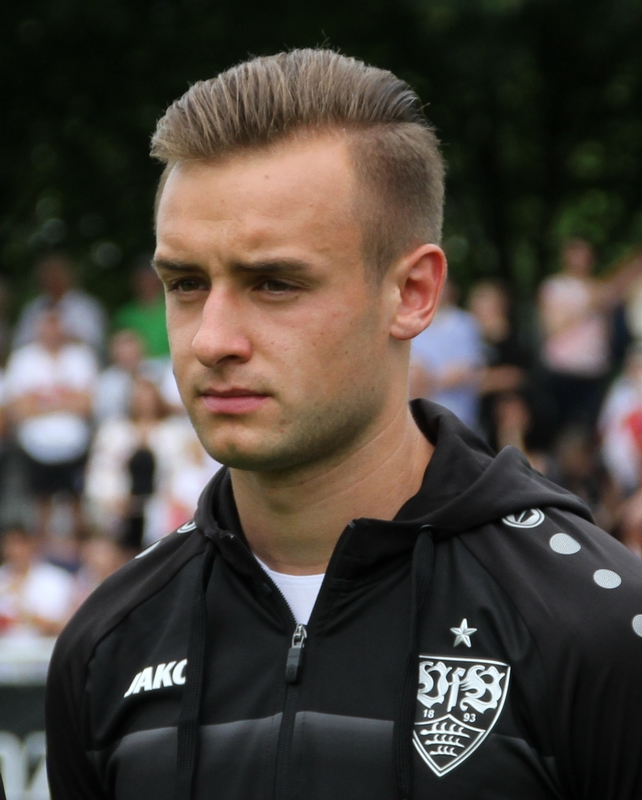
David Kopacz (* 1999)

- Kopacz, Ewa (* 1956), polnische Politikerin (PO), Mitglied des Sejm, Ministerpräsidentin
- Kopacz, Joseph (* 1950), US-amerikanischer Geistlicher und römisch-katholischer Bischof von Jackson
- Kopacz, Tibor (1962–2009), rumänischer Eisschnellläufer
- Kopae, Kali, neuseeländische Schauspielerin, Musicaldarstellerin und Synchronsprecherin
- Kopainski, Alexander (* 1996), deutscher Grafiker
- Kopajew, Juri Wassiljewitsch (1937–2012), russischer Physiker und Hochschullehrer
- Kopajew, Oleg Pawlowitsch (1937–2010), sowjetischer Fußballspieler
- Kopajtić, Matija (* 1981), kroatischer Eishockeyspieler
- Kopal, Karl von (1788–1848), österreichischer Offizier
- Kopal, Miroslav (* 1963), tschechoslowakischer nordischer Kombinierer
- Kopal, Vladimír (1928–2014), tschechischer Rechtswissenschaftler
- Kopal, Zdeněk (1914–1993), tschechischer Astronom
- Kopallik, Franz (1860–1931), österreichischer Maler
- Kopania, Frank (* 1966), deutscher evangelischer Geistlicher, Auslandsbischof der Evangelischen Kirche in Deutschland
- Kopania, Jerzy (* 1945), polnischer Politiker, Mitglied des Sejm
- Kopania, Lidia (* 1978), polnische Sängerin
- Kopasz, Bálint (* 1997), ungarischer Kanute
- Kopatchinskaja, Patricia (* 1977), moldauisch-österreichisch-schweizerische GeigerinPatricia Kopatchinskaja (* 1977)

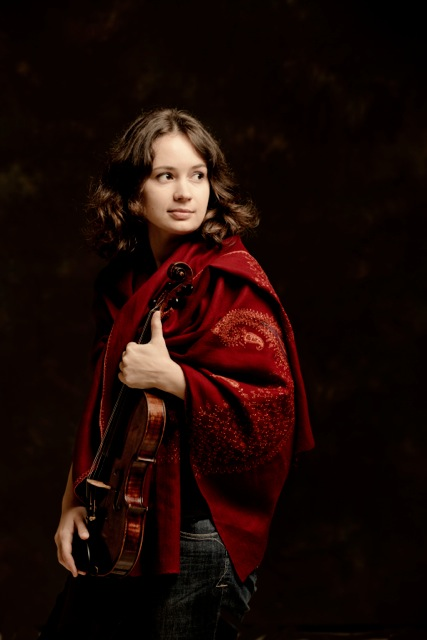
Patricia Kopatchinskaja (* 1977)

- Kopatsch, Iwan (1870–1952), ukrainischer Autor, Philosoph, Pädagoge, Linguist und Literaturkritiker
- Kopatschek, Fritz (1891–1943), österreichischer Chemiker an der Universidad Nacional de La Plata
- Kopatz, Ilse (* 1975), österreichische Fußballerin
- Kopatz, Michael (* 1971), deutscher Umweltwissenschaftler und Dozent
- Kopay, David (* 1942), US-amerikanischer Footballspieler
- Kopaz, Uladsimir (* 1971), belarussischer Eishockeyspieler

### Kopc
- Kopcha, Joe (1905–1986), US-amerikanischer American-Football-Spieler und Chirurg
- Kopcińska, Joanna Kopcińska (* 1967), polnische Ärztin und Politikerin (PiS), MdEP
- Køpcke, Arthur (1928–1977), deutscher Künstler
- Köpcke, Fritz (1914–1990), deutscher Fußballschiedsrichter
- Köpcke, Hans (* 1909), deutscher Widerstandskämpfer gegen den Nationalsozialismus
- Köpcke, Hartwig (* 1944), deutscher Fußballspieler (DDR)
- Köpcke, Hermann (1903–1978), deutscher Widerstandskämpfer gegen den Nationalsozialismus
- Köpcke, Johann Jacob (1809–1879), deutscher Kaufmann
- Köpcke, Karl-Heinz (1922–1991), deutscher Nachrichtensprecher
- Köpcke, Klaus-Michael (* 1952), deutscher Germanist
- Kopčo, Michal (* 1988), slowakischer Handballspieler
- Kopczyńska, Magda, polnische EU-Beamtin
- Kopczyński, Adam (1948–2021), polnischer Eishockeyspieler

### Kope
- Kopec, Danny (1954–2016), amerikanischer Schachspieler und Hochschullehrer
- Kopeć, Dominik (* 1995), polnischer Sprinter
- Kopeć, Józef (1758–1827), polnischer General und Tagebuchautor
- Kopecký, František (1931–2023), tschechischer Ordensgeistlicher, Salesianer Don Boscos, Moraltheologe
- Kopecký, Ivan (* 1946), tschechischer Fußballspieler und Fußballtrainer
- Kopecký, Jan (* 1982), tschechischer Rallyefahrer
- Kopecký, Jaromír (1899–1977), tschechoslowakischer Botschafter
- Kopecký, Julia (* 2004), tschechische Radrennfahrerin
- Kopecky, Lotte (* 1995), belgische RadrennfahrerinLotte Kopecky (* 1995)

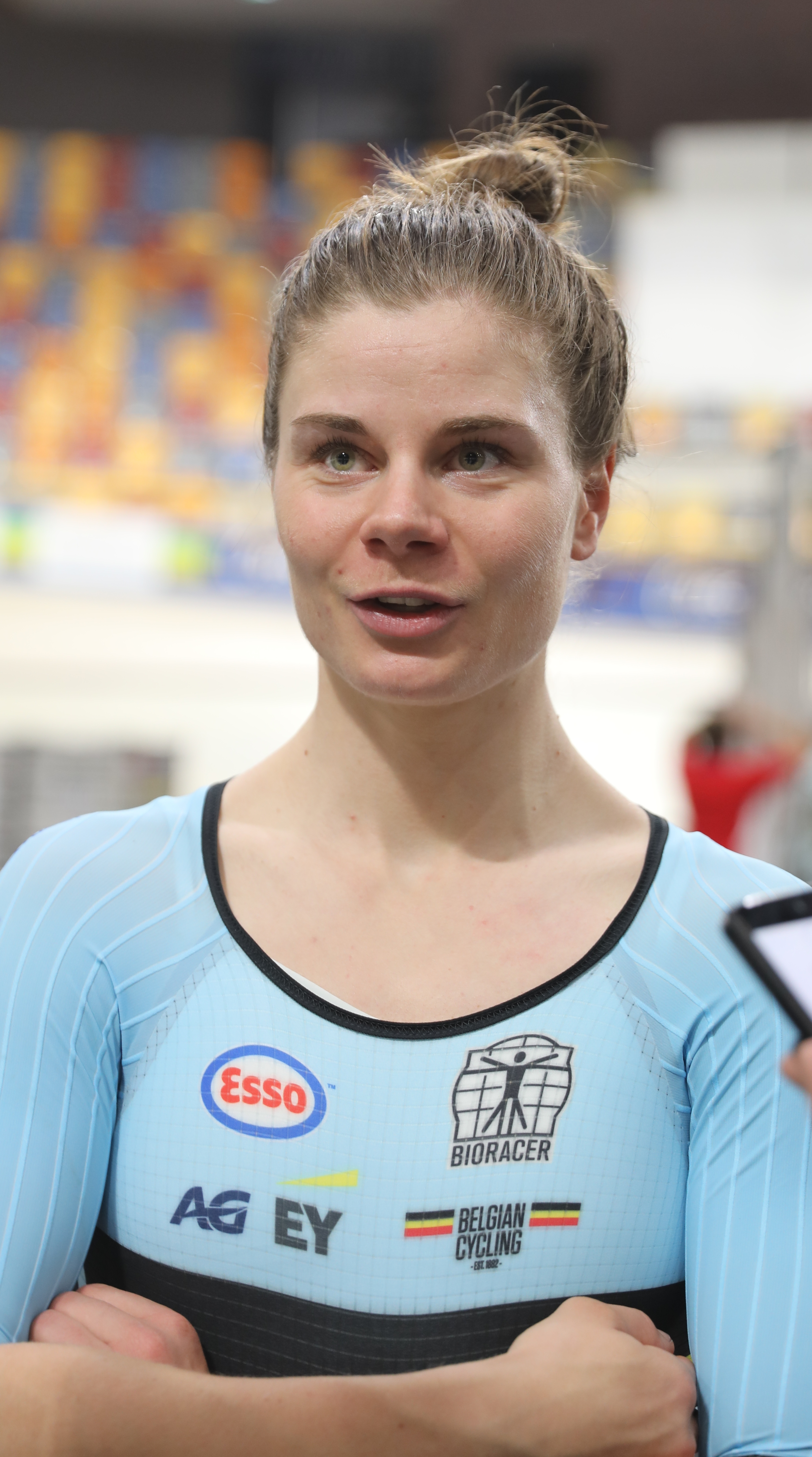
Lotte Kopecky (* 1995)

- Kopecký, Matěj (* 1998), tschechischer Telemarker
- Kopecký, Matyáš (* 2003), tschechischer Radrennfahrer
- Kopecký, Miloš (1922–1996), tschechischer Schauspieler
- Kopecký, Ondřej (* 1998), tschechischer Leichtathlet
- Kopecký, Otokar (1850–1917), deutscher Violinist
- Kopecký, Tomáš (* 1982), slowakischer Eishockeyspieler
- Kopecký, Tomáš (* 2000), tschechischer Radrennfahrer
- Kopecký, Václav (1897–1961), tschechoslowakischer Minister und Parteifunktionär
- Kopecký, Vlastimil (1912–1967), tschechoslowakischer Fußballspieler
- Kopečný, Angelika (* 1949), deutsche Schriftstellerin
- Kopečný, František (1909–1990), tschechischer Slawist und Bohemist
- Köpeczi, Béla (1921–2010), ungarischer Kulturhistoriker und Politiker
- Kopeikin, Alexei Alexandrowitsch (* 1983), russischer Eishockeyspieler
- Kopeinig, Marcel (* 2004), österreichischer Fußballspieler
- Kopeinig, Margaretha (* 1956), österreichische Journalistin und Publizistin
- Kopeinik, Daniel (* 1995), österreichischer Kunstturner
- Kopelent, Marek (1932–2023), tschechischer Komponist
- Kopelew, Lew Sinowjewitsch (1912–1997), russischer SchriftstellerLew Sinowjewitsch Kopelew (1912–1997)

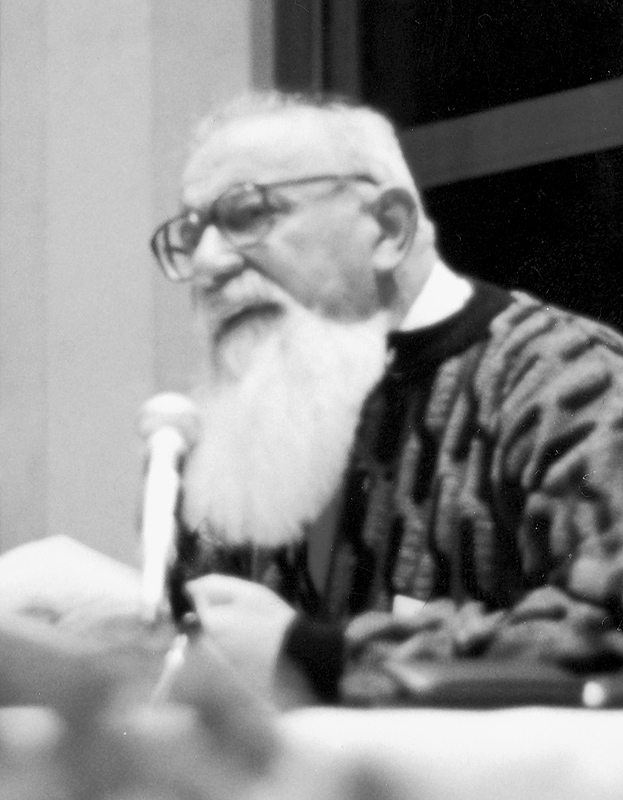
Lew Sinowjewitsch Kopelew (1912–1997)

- Kopelioff, Carolina (* 1996), argentinische Schauspielerin und Sängerin
- Kopelke, Jochen (* 1984), deutscher Polizeibeamter im höheren Dienst und Bundesvorsitzender der Gewerkschaft der Polizei
- Kopell, Bernie (* 1933), US-amerikanischer Bühnen-, Film- und Fernsehschauspieler
- Kopell, Nancy (* 1942), US-amerikanische Mathematikerin
- Kopelman, Dan, US-amerikanischer Schauspieler
- Kopelman, Dov (1905–2011), russisch-schweizerischer charedischer Rabbiner
- Kopelowitz, Lionel (1926–2019), britischer Arzt
- Kopelson, Arnold (1935–2018), US-amerikanischer Filmproduzent
- Kopenawa Yanomami, Davi (* 1956), brasilianischer Schamane und Anführer der Yanomami-Indigenen
- Kopenhagen, Wilfried (1935–2000), deutscher Offizier (NVA), Journalist und Sachbuchautor
- Köper, Carmen-Renate (1927–2024), deutsche Schauspielerin
- Köper, Hans Hermann (1925–1977), deutscher Friedensaktivist, Journalist, Filmproduzent
- Köper, Hans-Jürgen (* 1951), deutscher Fußballspieler
- Koper, Levko (* 1990), kanadischer Eishockeyspieler
- Koper, Marc (* 1967), niederländischer Chemiker
- Kopera, Feliks (1871–1952), polnischer Kunsthistoriker und Direktor des Nationalmuseums Krakau
- Kopera, Sabine (* 1960), österreichische Popmusikerin
- Köpernick, Daniela (* 1973), deutsche Leichtathletin
- Köpernik, Gerhard (* 1944), deutscher Jurist und Politologe, Präsident der Deutsch-Rumänischen Gesellschaft
- Kopernikus, Erdmann († 1573), deutscher Dichter, Komponist, Jurist
- Kopernikus, Nicolaj (* 1967), dänischer Schauspieler und Synchronsprecher
- Kopernikus, Nikolaus (1473–1543), AstronomNikolaus Kopernikus (1473–1543)

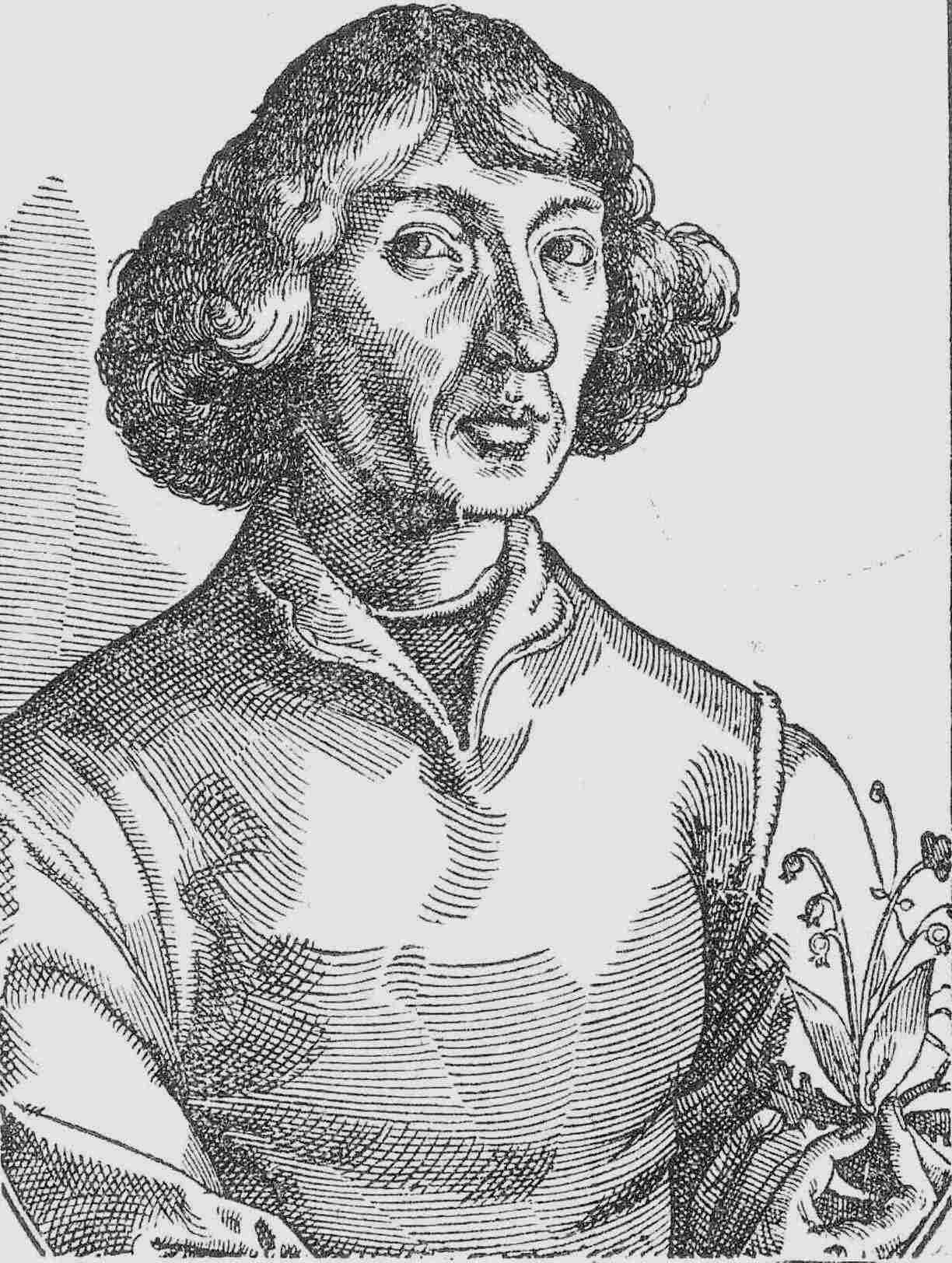
Nikolaus Kopernikus (1473–1543)

- Köpeschow, Berik (* 1987), kasachischer Radrennfahrer
- Kopetski, Michael J. (* 1949), US-amerikanischer Politiker
- Kopetz, Hermann (* 1943), österreichischer Physiker und Mathematiker
- Kopetz, Ladislaus Michael (1902–1966), österreichischer Pflanzenbauwissenschaftler
- Kopetz, Vera (1910–1998), deutsche Malerin und Grafikerin
- Kopetzki, Annette (* 1954), deutsche Literaturübersetzerin
- Kopetzki, Eckhard (* 1956), deutscher Schlagzeuger und Komponist
- Kopetzki, Karl Valentin (* 1969), deutscher Comiczeichner
- Kopetzki, Mathias (* 1973), deutscher Schauspieler und Schriftsteller
- Kopetzky, Helmut (* 1940), deutscher Featureautor
- Kopetzky, Matthias (* 1964), österreichischer Sachverständiger und Wirtschaftsforensiker
- Kopetzky, Olga (1870–1928), deutsch-böhmische Malerin und Illustratorin
- Kopetzky, Paul Albert (1885–1944), tschechoslowakischer Architekt
- Kopetzky, Steffen (* 1971), deutscher SchriftstellerSteffen Kopetzky (* 1971)

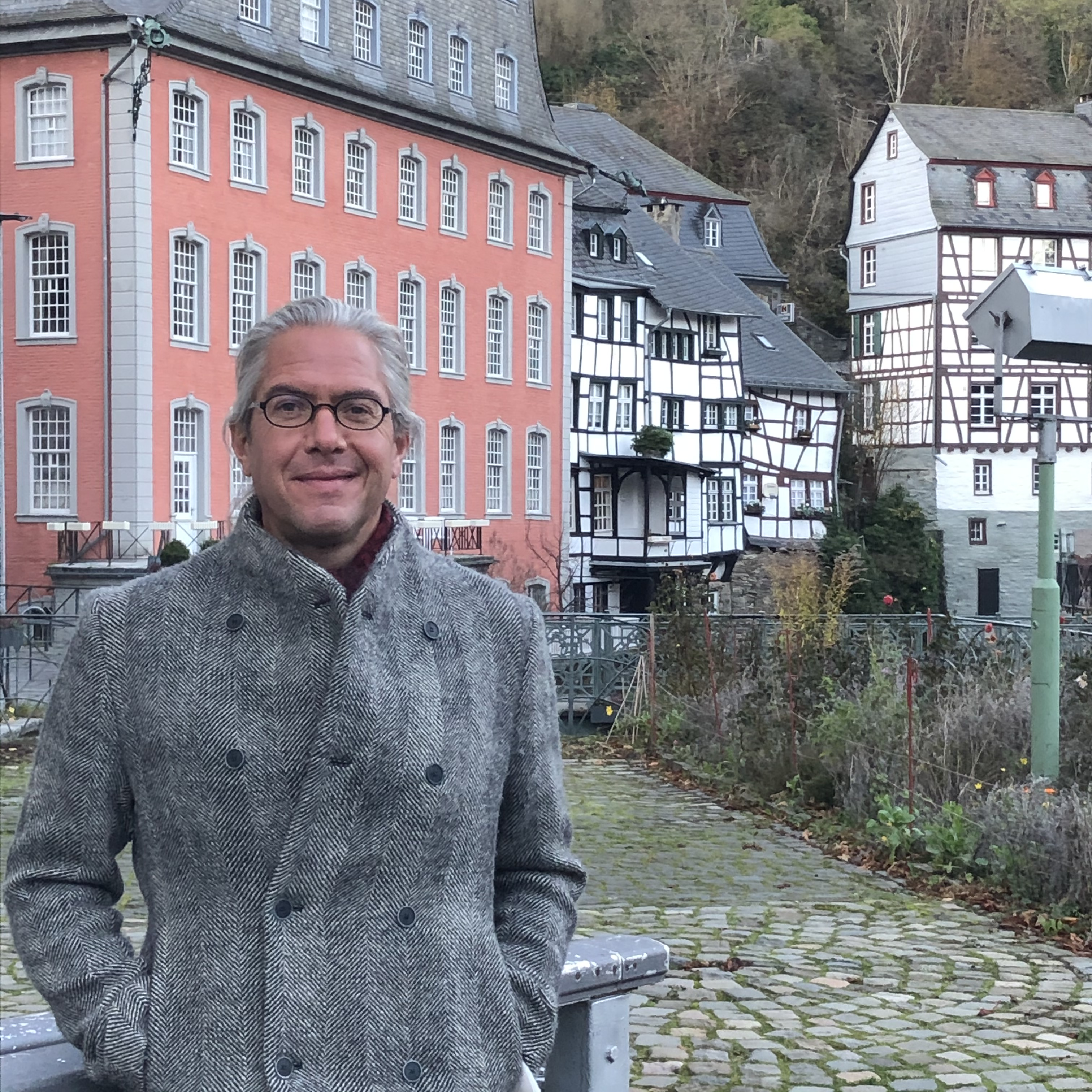
Steffen Kopetzky (* 1971)

- Kopetzký, Wendelin (1844–1899), tschechischer Komponist und Kapellmeister
- Kopetzky, Wilhelm (1847–1924), preußischer Bankier und Geheimer Kommerzienrat

### Kopf
- Kopf, Schweizer Basketballspielerin
- Köpf, Alfred (1928–2024), deutscher Unternehmer und Kommunalpolitiker
- Kopf, Bernhard (* 1952), deutscher Fußballspieler
- Köpf, Bruno (1929–2020), deutscher Eishockeyspieler
- Kopf, Chantal (* 1995), deutsche Politikerin (Grüne), MdB
- Kopf, David Traugott (1788–1865), sorbischer Pädagoge
- Kopf, Eike (* 1940), deutscher Hochschullehrer, marxistischer Philosoph
- Köpf, Ernst junior (* 1968), deutscher Eishockeyspieler und -trainer
- Köpf, Ernst senior (* 1940), deutscher Eishockeyspieler
- Kopf, Ferdinand (1857–1943), deutscher Politiker (Zentrum)
- Kopf, Gallus († 1519), Bibliothekar des Klosters St. Gallen
- Köpf, Georg (* 1952), deutscher Wirtschaftswissenschaftler
- Köpf, Gerhard (* 1948), deutscher Literaturwissenschaftler und Schriftsteller
- Köpf, Hannah (* 1980), deutsche Liedermacherin
- Kopf, Hannes (* 1974), deutscher Jurist, Ministerialbeamter und Politiker (SPD)
- Köpf, Hans (1914–1978), deutscher Politiker (CDU)
- Köpf, Hans Peter (1936–2019), deutscher Historiker und Theologe
- Kopf, Helmut (* 1939), deutscher Basketballfunktionär
- Kopf, Herbie (* 1962), Schweizer Jazzmusiker und Komponist
- Kopf, Hermann (1901–1991), deutscher Politiker (CDU), MdB, MdEP
- Kopf, Hermann Joseph (1929–1979), Schweizer Lyriker
- Kopf, Hinrich Wilhelm (1893–1961), deutscher Politiker (SPD), MdL, erster Ministerpräsident von Niedersachsen
- Kopf, Johannes (* 1973), österreichischer JuristJohannes Kopf (* 1973)

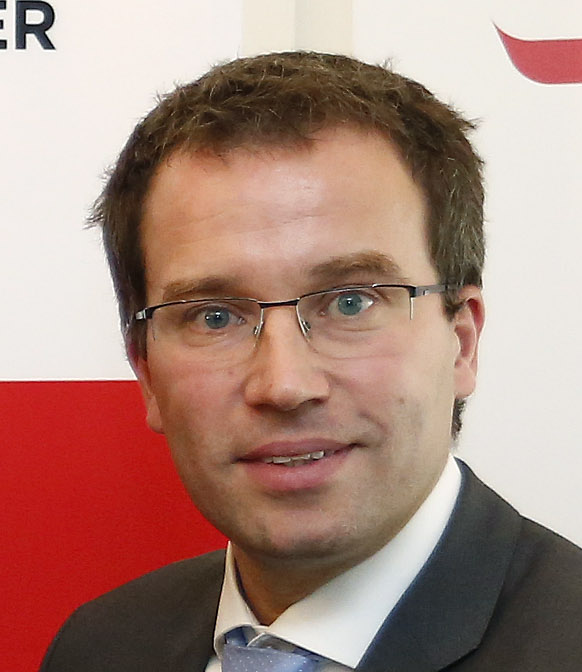
Johannes Kopf (* 1973)

- Kopf, Josef (* 1935), deutscher Fußballspieler und -trainer
- Kopf, Joseph von (1827–1903), deutscher Bildhauer
- Kopf, Karlheinz (* 1957), österreichischer Politiker (ÖVP), Abgeordneter zum Nationalrat
- Köpf, Maria (* 1962), deutsche Filmproduzentin und Geschäftsführerin
- Kopf, Mario (* 1988), österreichischer Journalist, Redakteur und Gestalter von Fernsehproduktionen
- Kopf, Maxim (1892–1958), tschechischer Maler und Bildhauer
- Kopf, Michael (* 1948), österreichischer Autorennfahrer
- Kopf, Michael (* 1957), österreichischer Fußballtrainer
- Kopf, Norbert (1923–2016), deutscher Architekt
- Köpf, Peter (* 1939), österreichischer Politiker (SPÖ), Landtagsabgeordneter, Mitglied des Bundesrates
- Köpf, Peter (* 1960), deutscher Politologe, Redakteur
- Kopf, Roland, deutscher Motorradrennfahrer und Diskothekenbetreiber
- Kopf, Rudolf (1890–1971), österreichischer Politiker (NSDAP, VdU, FPÖ), Abgeordneter zum Nationalrat
- Köpf, Simon (* 1987), deutscher Fußballspieler
- Köpf, Ulrich (* 1941), deutscher Kirchenhistoriker
- Kopf, Uwe (1956–2017), deutscher Journalist
- Kopf, Wilhelm (1909–2001), deutscher Botschafter
- Köpfer, Heidi (* 1954), Schweizer Choreografin, Tänzerin und Videokünstlerin
- Kopfer, Wilhelm (1813–1887), deutscher Unternehmer und Politiker (DtVP), MdR
- Kopfermann, Albert (1846–1914), deutscher Musikwissenschaftler und Bibliothekar
- Kopfermann, Arne (* 1967), deutscher christlicher Liedermacher, Musiker und Musikproduzent
- Kopfermann, Hans (1895–1963), deutscher Experimentalphysiker
- Kopfermann, Sigrid (1923–2011), deutsche Malerin, Grafikerin und Kunsterzieherin
- Kopfermann, Wolfram (1938–2018), deutscher Pastor, Theologe, Autor und Kirchengründer
- Kopff, August (1882–1960), deutscher Astronom und Entdecker vieler Asteroiden
- Kopff, E. Christian (* 1946), US-amerikanischer Altphilologe
- Köpfle, Josef Anton (1757–1843), österreichischer Maler
- Köpfli, Michael (* 1983), Schweizer Politiker (GLP)
- Köpfli, Tim (* 1996), Schweizer Volleyballspieler
- Kopfstein, Max (1856–1924), deutscher Bezirksrabbiner
- Kopfstein, Petr (* 1978), tschechischer Kunstflugpilot

### Koph
- Kophamel, Waldemar (1880–1934), deutscher Marineoffizier und U-Boot-Kommandant im Ersten Weltkrieg, Ritter des Pour le MériteWaldemar Kophamel (1880–1934)

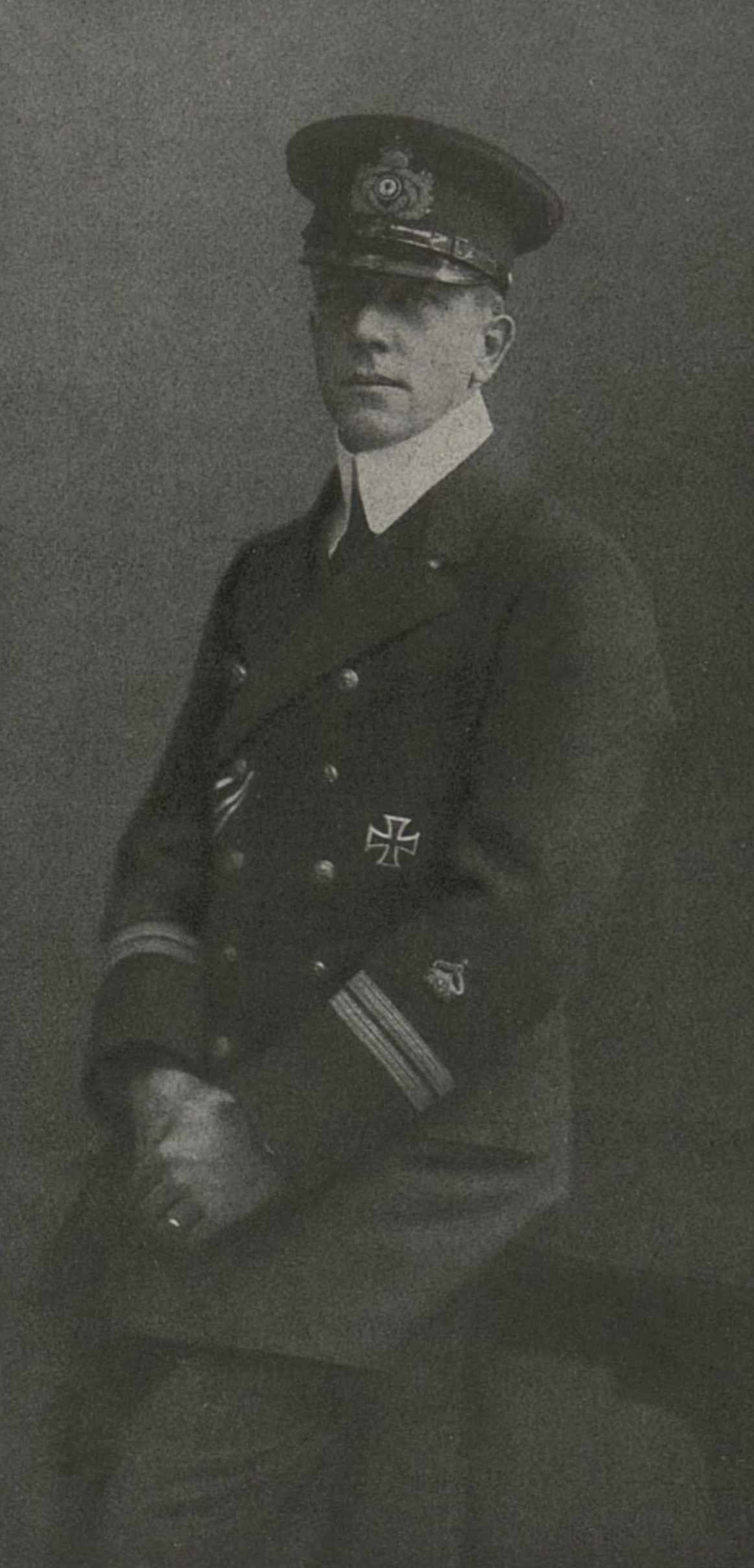
Waldemar Kophamel (1880–1934)

- Köphannes († 1796), deutscher Räuberhauptmann

### Kopi
- Kopić, Mario (* 1965), kroatischer Philosoph, Kritiker und Übersetzer
- Kopic, Milan (* 1985), tschechischer Fußballspieler
- Kopiczyński, Andrzej (1934–2016), polnischer Theater- und Filmschauspieler
- Kopiec, Jan (* 1947), polnischer Geistlicher, emeritierter römisch-katholischer Bischof von Gliwice
- Kopiec, Maksym Adam (* 1971), polnischer Theologe
- Kopietz, Gerit (* 1963), deutsche Autorin von Kinder- und Jugendbüchern
- Kopietz, Harry (* 1948), österreichischer Politiker (SPÖ), Landtagsabgeordneter und Gemeinderat
- Kopietz, Herbert (1916–1997), deutscher Journalist
- Kopietz, Johannes Athanasius (* 1843), deutscher Historiker und Lehrer
- Kopiez, Reinhard (* 1959), deutscher Musikwissenschaftler
- Kopilas, Marko (* 1983), kroatisch-deutscher Fußballspieler
- Kopin, Roman Walentinowitsch (* 1974), russischer Politiker und ehemaliger Gouverneur des Autonomen Kreises der Tschuktschen
- Kopins, Karen (* 1958), US-amerikanische Schauspielerin und Model
- Kopinski, Tim (* 1993), US-amerikanischer Tennisspieler
- Kopinsky, Jacques (1924–2003), niederländischer Maler und Bildhauer, Überlebender des NS-Regimes
- Kopisch, August (1799–1853), deutscher Maler und SchriftstellerAugust Kopisch (1799–1853)

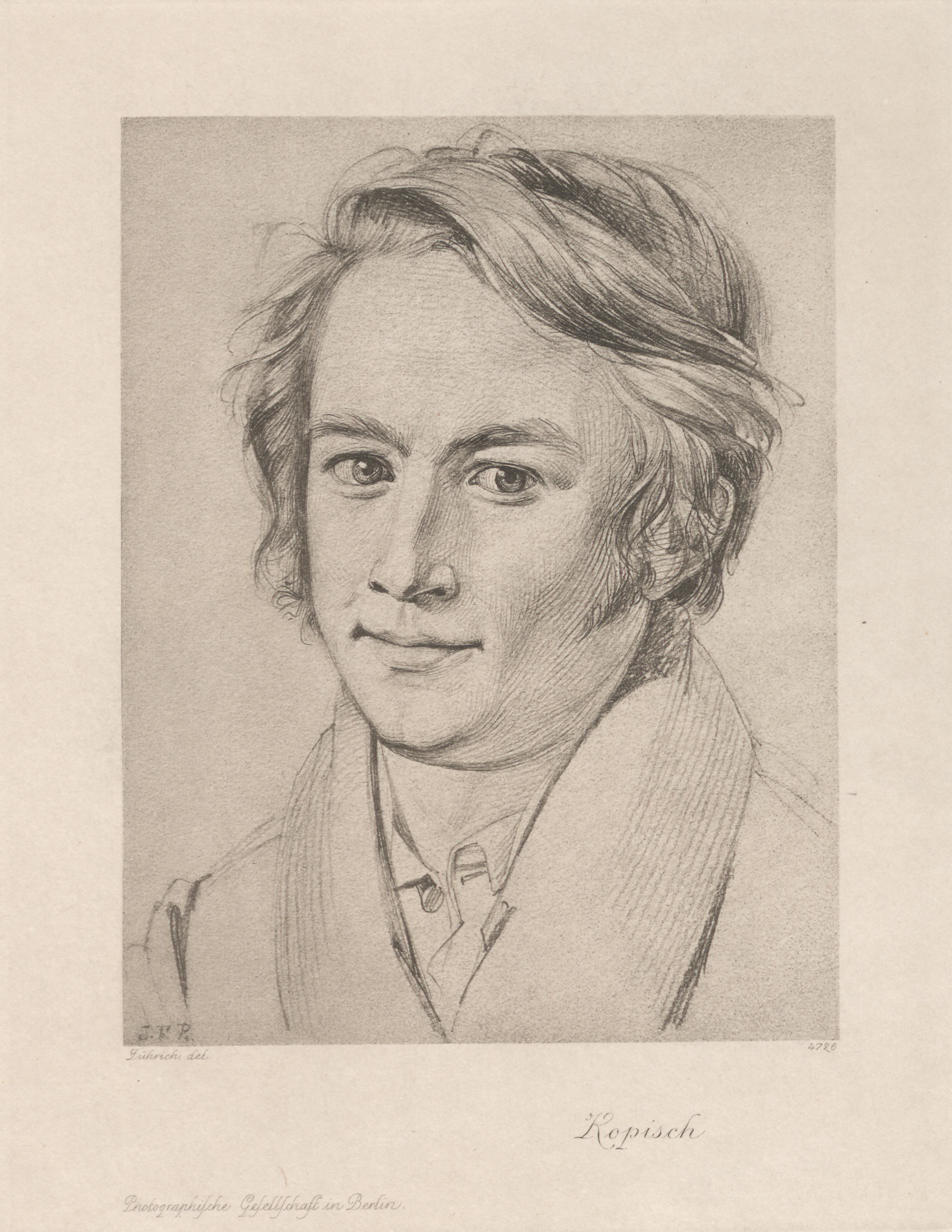
August Kopisch (1799–1853)

- Kopischke, Erich (* 1956), deutscher Siebziger der Kirche Jesu Christi der Heiligen der Letzten Tage
- Kopischke, Peter (* 1942), deutscher Politiker (SPD), MdL
- Kopitar, Anže (* 1987), slowenischer Eishockeyspieler
- Kopitar, Jernej (1780–1844), slowenischer Sprachwissenschaftler und Slawist
- Kopitar, Matjaž (* 1965), slowenischer Eishockeyspieler und -trainer
- Kopitar, Rok (* 1959), jugoslawischer Leichtathlet
- Kopitović, Boris (* 1995), montenegrinischer Fußballspieler
- Kopitz, Klaus Martin (* 1955), deutscher Musikwissenschaftler und Komponist
- Kopitz, Lasse (* 1980), deutscher Eishockeyspieler
- Kopitzsch, Franklin (* 1947), deutscher Historiker und Politiker (SPD)
- Kopitzsch, Wolfgang (* 1949), deutscher Historiker, Polizeipräsident in Hamburg

### Kopk
- Kopka von Lossow, Oskar (1849–1916), preußischer Generalleutnant, Militärschriftsteller
- Kopka, Fritz-Jochen (* 1944), deutscher Journalist und Schriftsteller
- Kopka, Gustav (1832–1882), deutscher Möbelfabrikant
- Kopka, Helmut (1932–2009), deutscher Physiker und Sachbuchautor
- Kopka, Klaus (1939–2022), deutscher Politiker (CSU), MdL
- Kopka, René (* 1977), deutscher Politiker (SPD)
- Köpke, Andreas (* 1962), deutscher FußballtorhüterAndreas Köpke (* 1962)

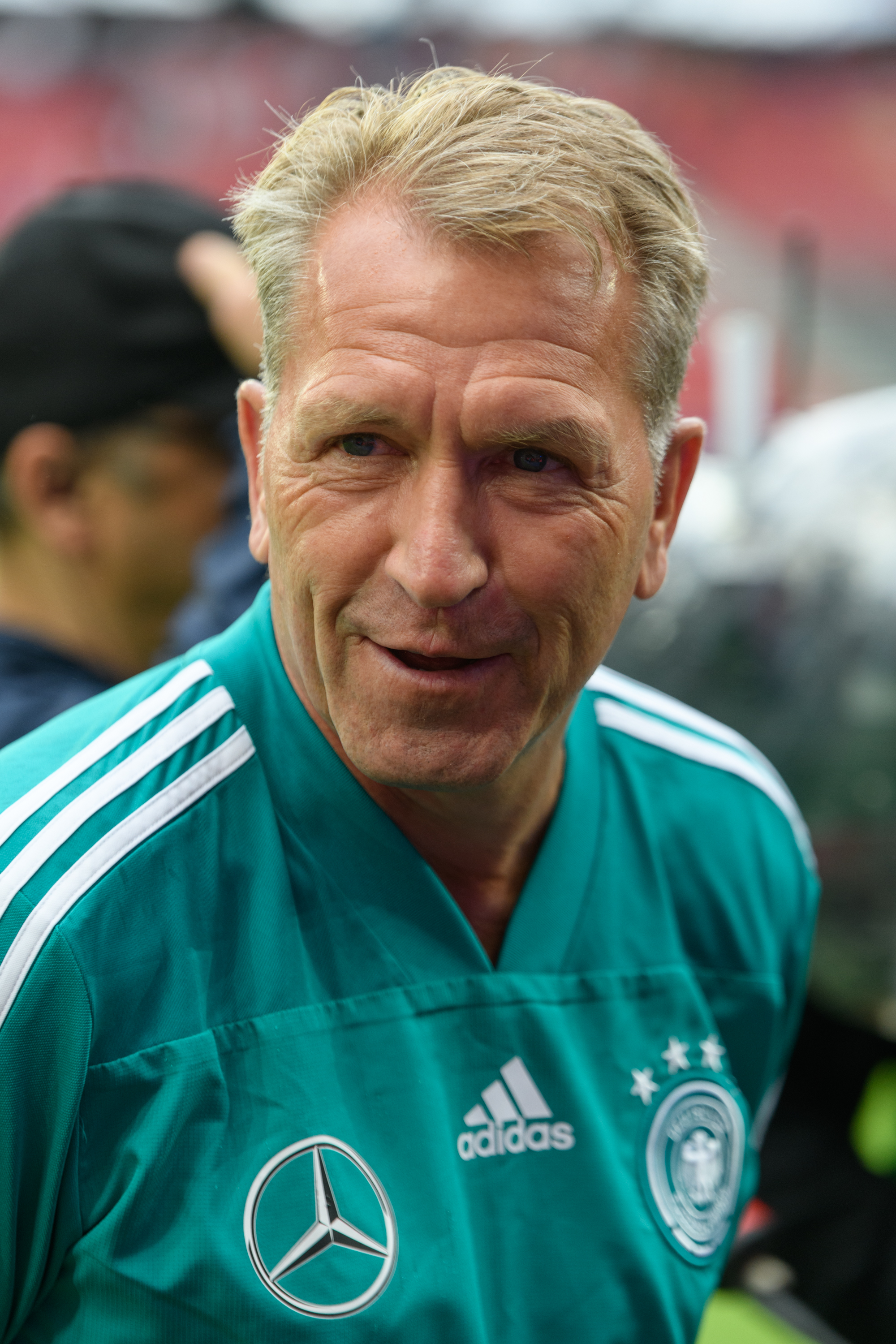
Andreas Köpke (* 1962)

- Köpke, Balthasar (1646–1711), deutscher evangelischer Theologe
- Köpke, Christian (* 1984), deutscher Schachspieler
- Köpke, Christiane (* 1956), deutsche Ruderin
- Köpke, Christoph (* 1947), deutscher Manager
- Kopke, Christoph (* 1967), deutscher Politikwissenschaftler
- Kopke, Diogo (1808–1844), portugiesischer Publizist, Dozent, Journalist und Militär deutscher Abstammung
- Köpke, E. O. (1914–2009), deutscher Maler, Glasmaler, Schöpfer von Kirchenfenstern und großflächigen Mosaiken
- Köpke, Elena (* 1984), deutsche Schachspielerin
- Köpke, Ernst Siegfried (1813–1883), deutscher Pädagoge und Altphilologe
- Köpke, Fritz (1902–1991), deutscher Hochspringer
- Köpke, Gerhard (1873–1953), deutscher Konsular- und Ministerialbeamter im Auswärtigen Dienst
- Köpke, Gustav (1773–1837), deutscher Pädagoge, Philologe und Theologe
- Köpke, Hans (1911–1944), deutscher Widerstandskämpfer und Opfer des Nationalsozialismus
- Kopke, Joaquim Augusto (1806–1895), portugiesischer Unternehmer, Adliger und Militär deutscher Abstammung
- Köpke, Jörg (1941–2021), deutscher Offizier, zuletzt Generalmajor der Bundeswehr
- Köpke, Jörg (* 1967), deutscher Historiker, Journalist, Autor und Rechtsextremismusexperte
- Köpke, Karl (1926–1997), deutscher Politiker (SPD), MdL
- Köpke, Karl (* 1927), deutscher Oberst im Ministerium für Staatssicherheit (MfS) der DDR
- Köpke, Kjell (* 1987), deutscher Handballspieler
- Köpke, Lutz (* 1954), deutscher Physiker
- Köpke, Martin (1845–1918), preußischer General der Infanterie
- Kopke, Nils (* 1983), deutscher Judoka
- Köpke, Pascal (* 1995), deutscher FußballspielerPascal Köpke (* 1995)

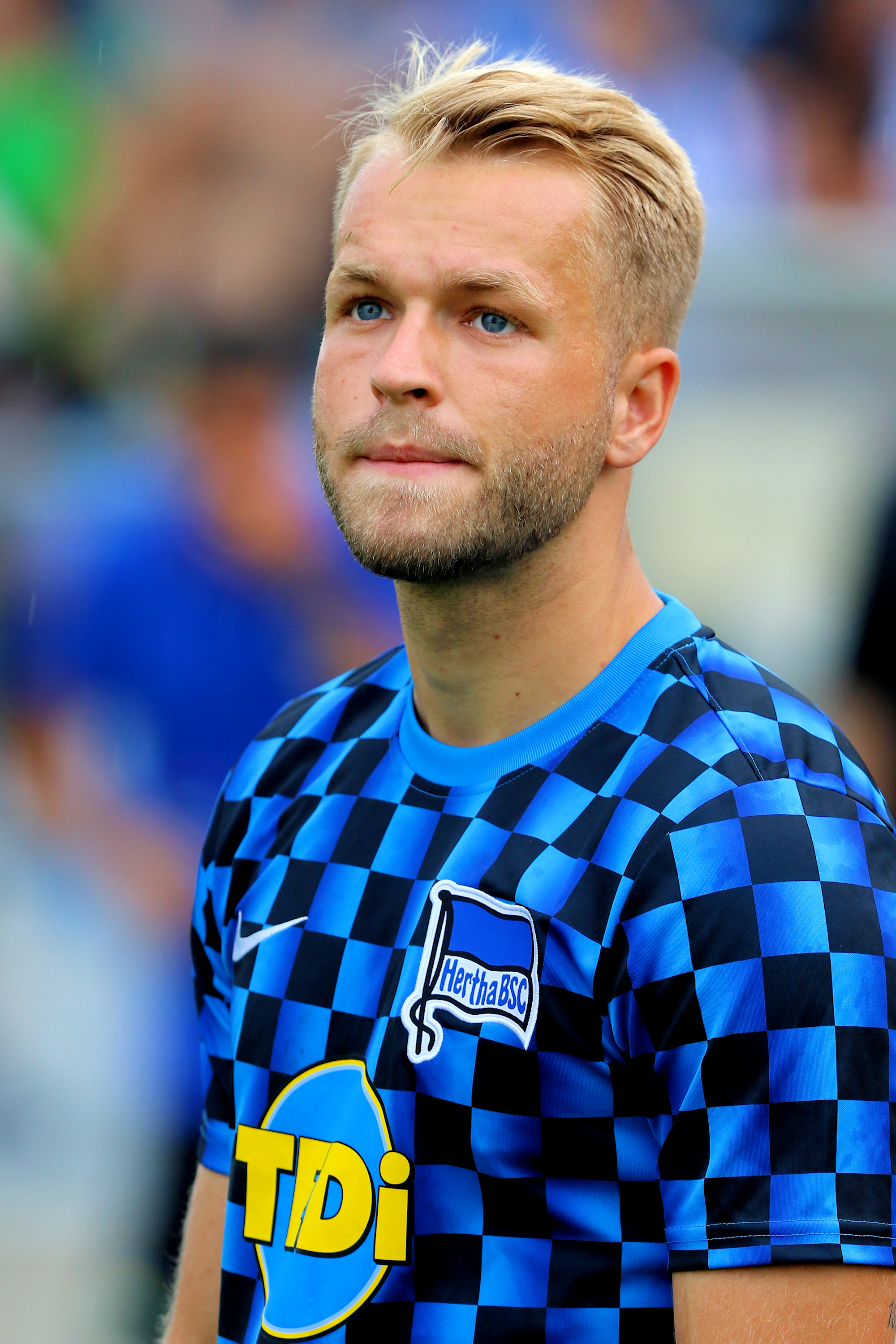
Pascal Köpke (* 1995)

- Köpke, Ralf (* 1961), deutscher Politiker (parteilos); Bürgermeister von Neukirchen-Vluyn (Kreis Wesel)
- Köpke, Reinhold (1839–1915), deutscher Altphilologe, Gymnasiallehrer und Ministerialbeamter in Preußen
- Köpke, Rolf (* 1949), deutscher Politiker (SPD) und MdHB
- Köpke, Rudolf (1813–1870), deutscher Historiker und Publizist
- Köpke, Sascha (* 1966), deutscher Pflegewissenschaftler und Universitätsprofessor
- Köpke, Wilfried (* 1962), deutscher Journalist für Hörfunk und Fernsehen, Buchautor und Hochschullehrer
- Köpke, Wolfgang (* 1953), deutscher General
- Köpke, Wulf (1928–2010), deutsch-amerikanischer Germanist
- Köpke, Wulf (* 1952), deutscher Ethnologe
- Köpken, David Heinrich (1677–1731), deutscher lutherischer Theologe, Bibliothekar, Rektor der Universität Rostock
- Kopkiewicz, Aldona (* 1984), polnische Dichterin und Publizistin
- Kopkow, Horst (1910–1996), deutscher Spion

### Kopl
- Kopland, Rutger (1934–2012), niederländischer Dichter und Psychiater
- Koplanski, Michael (1934–2010), deutscher DBD-Funktionär, MdV
- Koplárovics, Béla (* 1981), ungarischer Fußballspieler und -trainer
- Koplenig, Hilde (1904–2002), österreichische Journalistin, Übersetzerin und Historikerin
- Koplenig, Johann (1891–1968), österreichischer Politiker (KPÖ, SPÖ), Abgeordneter zum Nationalrat
- Köpler, Johann Jacob, Orgelbauer in Sorau in der Niederlausitz
- Koplimaa, Markku, estnischer Pokerspieler
- Koplin, Anizet (1875–1941), polnisch-deutscher römisch-katholischer Ordenspriester und Märtyrer
- Koplin, Torsten (* 1962), deutscher Politiker (Die Linke), MdL
- Kopljakow, Sergei Wiktorowitsch (* 1959), sowjetischer Schwimmer
- Kopljar, Marko (* 1986), kroatischer HandballspielerMarko Kopljar (* 1986)

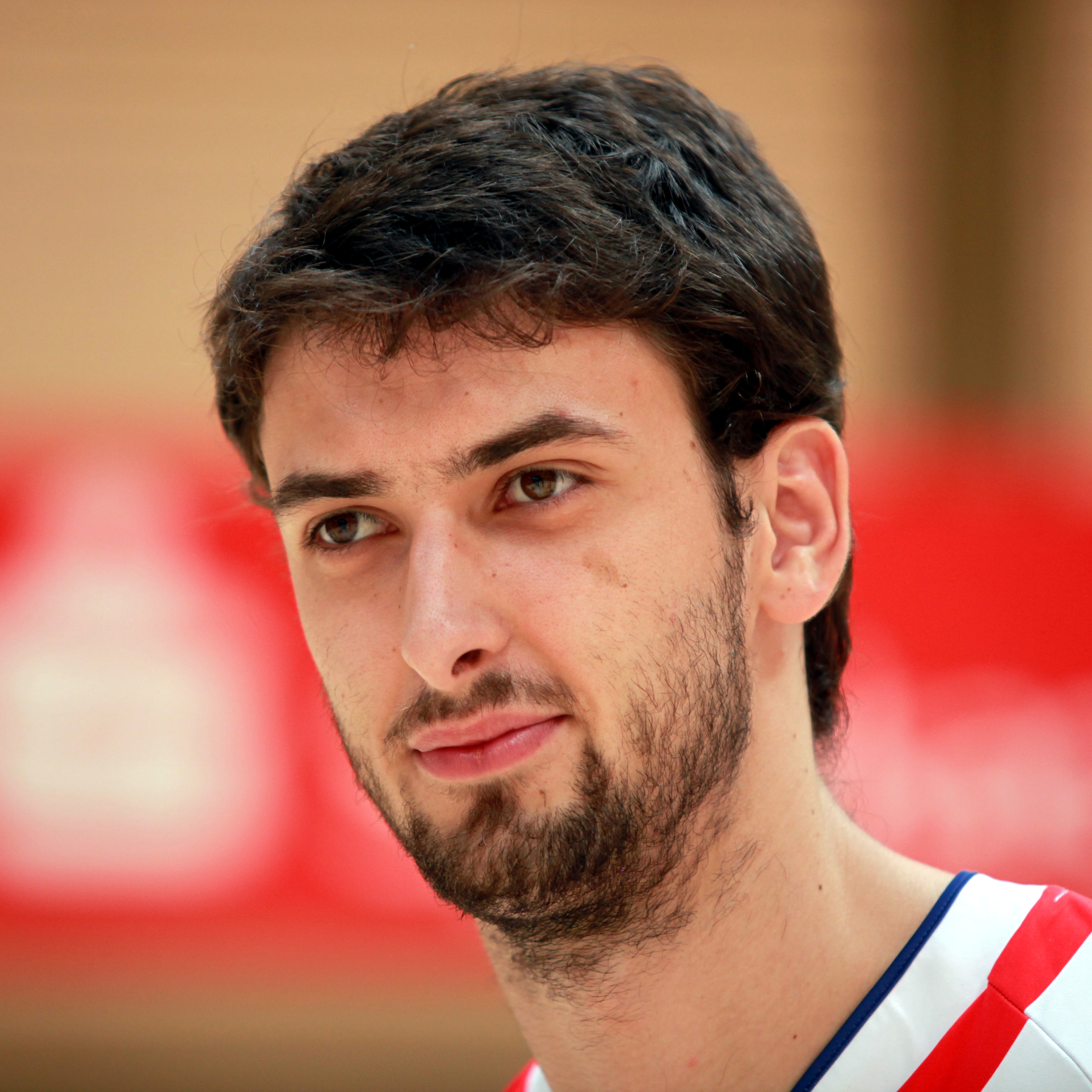
Marko Kopljar (* 1986)

- Koplowitz, Esther (* 1950), spanische Unternehmerin
- Koplowitz, Jan (1909–2001), deutscher Schriftsteller und kommunistischer Funktionär
- Koplowitz, Stephan, US-amerikanischer Choreograph und Multimediakünstler

### Kopm
- Kopmajer, Philipp (* 1984), österreichischer Jazzmusiker (Schlagzeug)
- Kopmajer, Simone (* 1981), österreichische Jazzsängerin
- Kopman, Bernhard, Ratsherr der Hansestadt Rostock
- Kopmeyer, Haley (* 1990), US-amerikanische Fußballtorhüterin

### Kopn
- Köpnick, Andreas (* 1960), deutscher Künstler und Hochschullehrer Münster
- Köpnick, Gloria (* 1988), deutsche Kunsthistorikerin, Kuratorin und Autorin
- Köpnick, Rainer (* 1953), deutscher Fußballtorwart
- Kopnin, Alexei Grigorjewitsch (1918–1991), sowjetischer Schachkomponist
- Kopnina, Tatjana Wladimirowna (1921–2009), sowjetisch-russische Malerin und Kunstlehrerin

### Kopo
- Koponen, Aulis (1906–1978), finnischer Fußballspieler
- Koponen, Petteri (* 1988), finnischer Basketballspieler
- Koponen, Tero (* 1977), finnischer Skispringer
- Kopong Kung, Franciscus (* 1950), indonesischer Priester, Bischof von Larantuka
- Kopot, Artjom Jurjewitsch (1972–1992), russischer Eishockeyspieler

### Kopp
- Kopp, Alois (1827–1891), Schweizer Politiker und Richter
- Kopp, Andreas (* 1959), deutsch-holländischer Maler
- Kopp, Anton (1796–1870), katholischer Geistlicher und Generalvikar von Chicago
- Kopp, Arthur (1860–1918), deutscher Bibliothekar, Volkskundler und Liedforscher
- Kopp, Arthur (* 1863), deutscher Rittergutsbesitzer und Politiker (FVP), MdR
- Kopp, Arthur W. (1874–1967), US-amerikanischer Politiker
- Kopp, Barbara (* 1964), Schweizer Journalistin und Autorin
- Kopp, Beatrix (1868–1940), deutsche Benediktinerin und Äbtissin des Klosters zum Kloster Säben
- Kopp, Carl (1856–1917), deutscher Maler, Pädagoge und Amateurentomologe
- Kopp, Carl Christoph (1795–1866), gothaischer Jurist und Parlamentarier
- Kopp, Carl Philipp (1728–1777), deutscher Jurist
- Kopp, Christian (* 1964), deutscher lutherischer Geistlicher, Landesbischof der Evangelisch-Lutherischen Kirche in BayernChristian Kopp (* 1964)

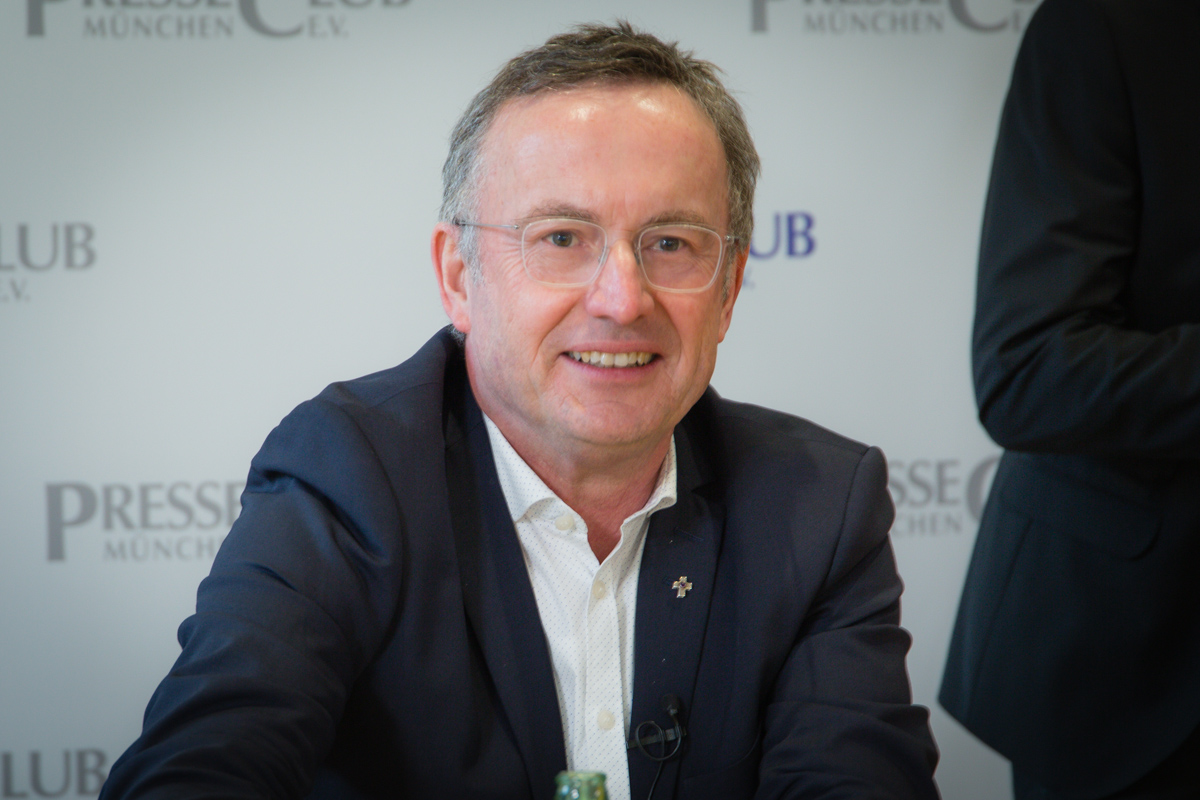
Christian Kopp (* 1964)

- Kopp, Christiane (* 1968), deutsches Fotomodell sowie Schönheitskönigin
- Kopp, Christine (* 1967), Schweizer Autorin, Bergsteigerin, Alpinjournalistin und Übersetzerin
- Kopp, Clara (1805–1883), deutsche Ordensgründerin
- Köpp, Claus Friedrich (1929–2010), deutscher Literaturwissenschaftler und Lyriker
- Kopp, David (* 1979), deutscher Radrennfahrer
- Köpp, Dorothee (* 1964), deutsche Juristin, Kommunalpolitikerin und Verfassungsrichterin
- Køpp, Eirik (* 1996), norwegischer Handballspieler
- Kopp, Elisabeth (1936–2023), Schweizer PolitikerinElisabeth Kopp (1936–2023)

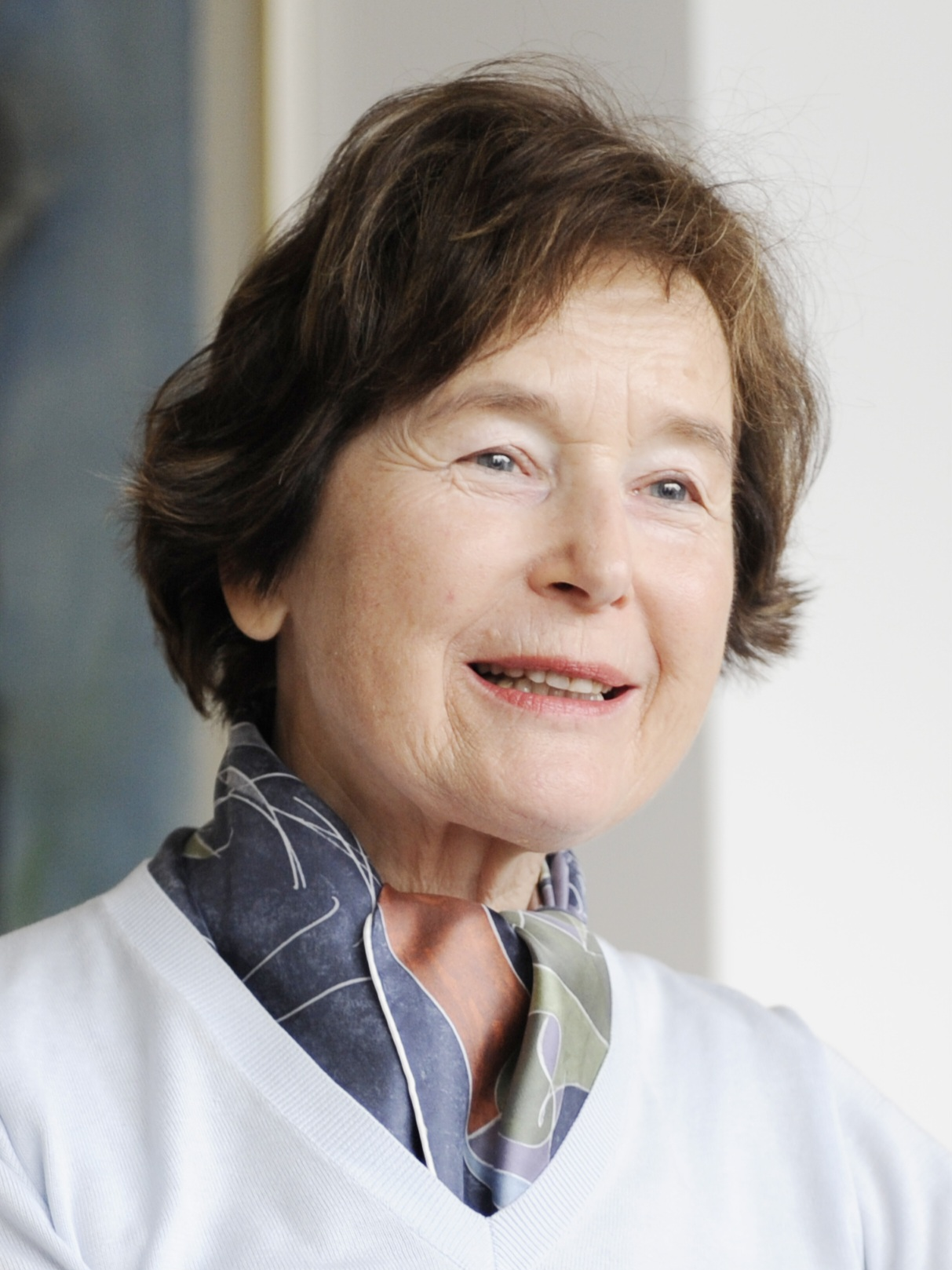
Elisabeth Kopp (1936–2023)

- Kopp, Elmar (1929–2020), österreichischer Bildhauer und Maler
- Kopp, Emil (1817–1875), deutscher Chemiker
- Kopp, Emil (1848–1928), deutscher Architekt
- Kopp, Ernst (1890–1962), deutscher Architekt
- Kopp, Ernst (* 1954), deutscher Politiker (SPD), MdL
- Kopp, Erwin (1877–1928), deutscher Schauspieler, Hörspielsprecher und Theaterregisseur
- Kopp, Eugen (1903–1993), deutscher Turntrainer
- Kopp, Ferdinand O. (1932–1995), deutscher Staatsrechtslehrer
- Kopp, Florian (* 2001), österreichischer Fußballspieler
- Kopp, Franz Otto (1937–2015), deutscher Ingenieur
- Kopp, Fridolin (1691–1757), Schweizer Benediktinermönch, Fürstabt des Klosters Muri
- Kopp, Friedrich (1817–1873), deutscher Politiker
- Köpp, Gabriele (1929–2010), deutsche Physikerin, Autorin eines Zeitzeuginnen-Berichts zu Vergewaltigungen 1945
- Kopp, Georg von (1837–1914), deutscher Geistlicher, Bischof von Fulda und Fürstbischof von BreslauGeorg von Kopp (1837–1914)

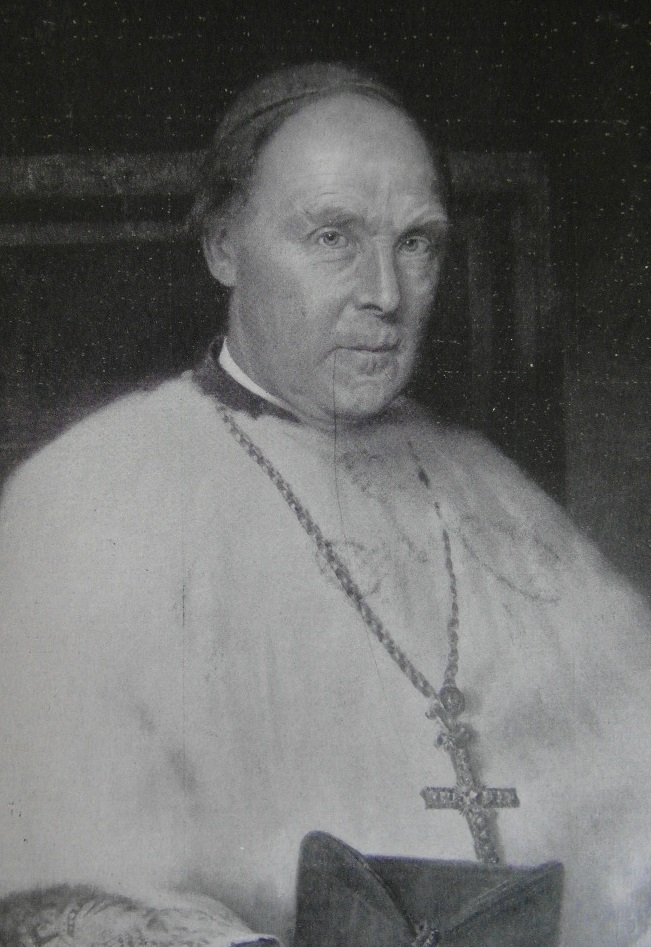
Georg von Kopp (1837–1914)

- Kopp, Georges (1902–1951), belgischer Ingenieur, der als Freiwilliger auf Seiten der Republik im Spanischen Bürgerkrieg kämpfte
- Kopp, Gottlob (1895–1970), deutscher Malermeister und Politiker (DVP), MdL
- Kopp, Gudrun (1940–2022), deutsche Politikerin (FDP), MdL
- Kopp, Gudrun (* 1950), deutsche Politikerin (FDP), MdB
- Kopp, Guido (1896–1971), Funktionär der Bayerischen Räterepublik in Rosenheim in Oberbayern, Widerstandskämpfer gegen den Nationalsozialismus und nach 1945 Verleger
- Kopp, Guido (1966–2019), deutscher Fußballspieler
- Kopp, Hagen (* 1960), deutscher Aktivist
- Kopp, Hans (1847–1915), deutscher Ingenieur, Unternehmer und bayerischer Landtagsabgeordneter
- Kopp, Hans (* 1949), Schweizer Kranz-Schwinger
- Kopp, Hans W. (1931–2009), Schweizer Rechtsanwalt und Medienexperte
- Kopp, Hans-Ulrich (* 1962), deutscher Publizist
- Kopp, Hansjörg (* 1972), Pfarrer der Evangelischen Kirche Württemberg
- Kopp, Hermann (1817–1892), deutscher Chemiker und Chemiehistoriker
- Kopp, Hermann (1878–1941), deutscher Landrat
- Kopp, Hermann (* 1954), deutscher Musiker und Komponist
- Kopp, Horst (* 1943), deutscher Geograf und Hochschullehrer
- Kopp, Ina, deutsche Wissenschaftlerin, Fachärztin und Professorin für Theoretische Chirurgie
- Kopp, Ina-Alice (* 1981), österreichische Schauspielerin
- Kopp, Jakob (1786–1859), Schweizer Politiker und Richter
- Kopp, Jakob (1871–1960), österreichischer Mundartdichter
- Kopp, Jakob (1930–2019), österreichischer Bildhauer und Maler
- Kopp, James Charles (* 1954), US-amerikanischer Abtreibungsgegner und MörderJames Charles Kopp (* 1954)

James Charles Kopp (* 1954)

- Kopp, Jan (* 1970), deutscher Bildhauer, Installations- und Videokünstler
- Kopp, Jan (* 1971), deutscher zeitgenössischer Komponist
- Köpp, Jens (* 1966), deutscher Basketballspieler
- Kopp, Jochen (* 1966), deutscher Verleger
- Kõpp, Johan (1874–1970), lutherischer Theologe und Erzbischof, Historiker
- Kopp, Johann (1860–1942), österreichischer Politiker (DnP), Abgeordneter zum Nationalrat
- Kopp, Johann Franz von (1775–1849), preußischer Generalmajor
- Kopp, Johann Heinrich (1777–1858), deutscher Arzt und Naturforscher
- Kopp, Johannes (1734–1796), deutscher Zimmerer, Baumeister und Baubeamter
- Kopp, Johannes (1927–2016), deutscher Pallottinerpater und Zen-Meister
- Kopp, Josef (1827–1907), österreichischer Jurist, Hof- und Gerichtsadvokat und niederösterreichischer Landtagsabgeordneter
- Kopp, Josef Vital (1906–1966), Schweizer Theologe und Schriftsteller
- Kopp, Joseph (1788–1842), deutscher klassischer Philologe und Philosoph
- Kopp, Joseph Eutych (1793–1866), Schweizer Historiker
- Kopp, Joseph von (1829–1911), bayerischer Verwaltungsbeamter
- Kopp, Julius (1823–1892), bayerischer Königlicher Bezirksgerichtsdirektor und Königlicher Appellationsgerichtsrat
- Kopp, Julius von († 1899), hessischer Kreisrat
- Kopp, Jürgen (1956–2014), deutscher Orgelbaumeister
- Kopp, Karl (1825–1897), deutscher Bildhauer und Hochschullehrer
- Kopp, Karl (1855–1912), deutscher Dermatologe und Venerologe und Hochschullehrer
- Kopp, Karl (1919–2010), deutscher Fußballspieler
- Kopp, Karl August (1836–1897), Jurist und badischer Beamter
- Kopp, Karl Friedrich (1764–1837), deutscher Politiker und Finanzminister im Kurfürstentum Hessen
- Kopp, Karl Wilhelm von (1770–1844), hessischer Finanzminister
- Köpp, Klaus (* 1943), deutscher Jurist, Bundesrichter, Staatssekretär
- Köpp, Leo (* 1998), deutscher Leichtathlet in der Disziplin GehenLeo Köpp (* 1998)

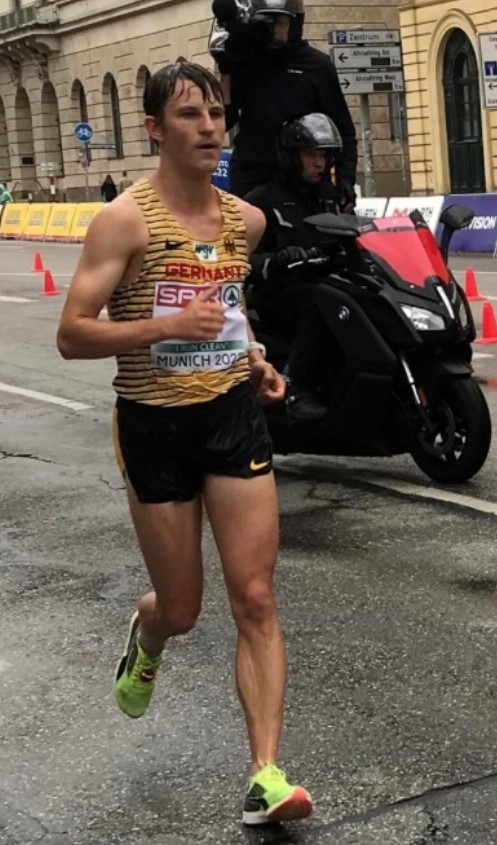
Leo Köpp (* 1998)

- Kopp, Leo S. (1858–1927), deutscher Brauereigründer in Kolumbien
- Köpp, Leonie (* 2007), deutsche Fußballspielerin
- Köpp, Ludwig (1800–1890), deutscher Politiker im Herzogtum Braunschweig und Mitglied der Braunschweigischen Landesversammlung
- Kopp, Magdalena (1948–2015), deutsche Ehefrau des Terroristen „Carlos“
- Kopp, Mandy (* 1976), deutsche Autorin und Opfer der Kinderprostitution
- Köpp, Marc (* 1968), deutscher Basketballtrainer
- Kopp, Martin (1826–1902), Bürgermeister und Abgeordneter
- Kopp, Martin (1876–1952), deutscher Filmproduzent
- Kopp, Matthias (* 1968), deutscher Publizist und JournalistMatthias Kopp (* 1968)

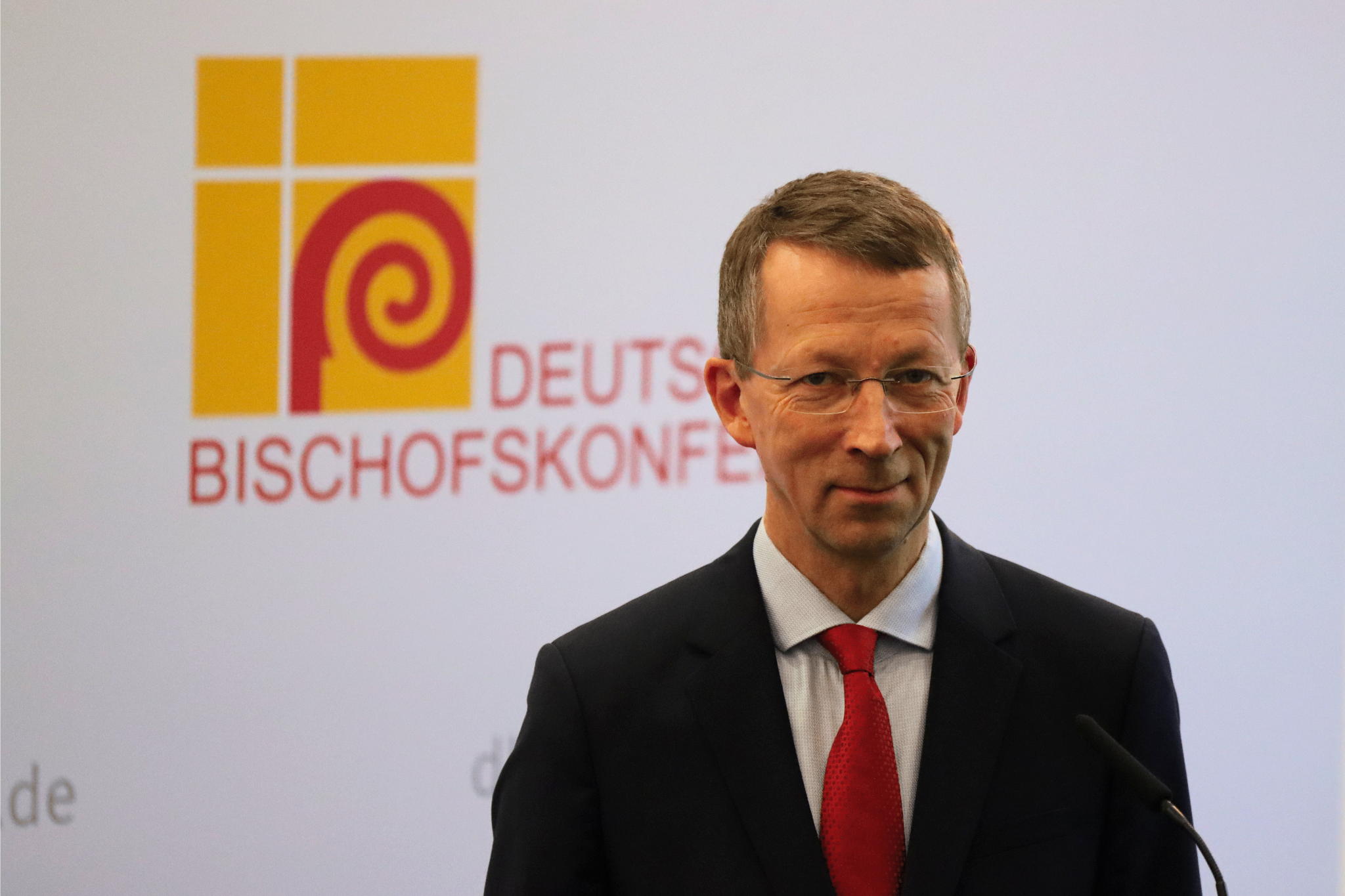
Matthias Kopp (* 1968)

- Kopp, Max (1891–1984), Schweizer Architekt
- Kopp, Mila (1904–1973), österreichische Schauspielerin
- Köpp, Milo (* 1962), deutscher Künstler
- Kopp, Nikolaus (1903–1979), deutscher Politiker (CDU), MdL
- Köpp, Nils (* 1967), deutscher Eiskunstläufer
- Kopp, Norbert (* 1954), deutscher Kommunalpolitiker (CDU)
- Kopp, Otto (1879–1947), deutscher Maler und Grafiker
- Kopp, Otto (1903–1972), Schweizer Politiker (SP)
- Kopp, Paul (1900–1984), Schweizer Politiker (FDP)
- Kopp, Peter (* 1967), deutscher Chorleiter und Dirigent
- Kopp, Rahel (* 1994), Schweizer Skirennfahrerin
- Kopp, Raphael (* 1988), deutscher Radballspieler
- Kopp, Reinhold (* 1949), deutscher Politiker (SPD), MdL, Jurist und Manager
- Kopp, Robert (* 1939), Schweizer Romanist
- Kopp, Roland (* 1965), deutscher Fußballspieler
- Kopp, Rudolf (1926–2022), deutscher Skilangläufer
- Kopp, Sheldon B. (1929–1999), US-amerikanischer Psychotherapeut
- Kopp, Stefan (* 1985), österreichischer römisch-katholischer Priester, Theologe
- Kopp, Sven (* 1995), deutscher Fußballspieler
- Kopp, Theobald (1892–1943), katholischer Martyrer und Opfer des Stalinismus
- Kopp, Tim (* 1999), deutscher Nordischer Kombinierer
- Kopp, Ulrich Friedrich (1762–1834), deutscher Rechtswissenschaftler und Paläograph
- Kopp, Valentin (* 1997), deutscher Eishockeyspieler
- Kopp, Viktor (1880–1930), sowjetischer Diplomat
- Kopp, Waldemar (1825–1881), deutscher Gymnasiallehrer und Schriftsteller
- Kopp, Wilhelm († 1532), Leibarzt des Königs Franz I. von Frankreich
- Kopp, Wilhelm (1856–1910), deutscher evangelischer Pfarrer
- Kopp, Wilhelm (1882–1963), deutscher Marineoffizier, zuletzt Konteradmiral
- Kopp, William F. (1869–1938), US-amerikanischer Politiker
- Köpp, Wolfgang (* 1933), deutscher Schriftsteller
- Kopp, Wolfgang (* 1945), deutscher Brigadegeneral
- Kopp, Zenta (* 1933), deutsche Leichtathletin
- Kopp-Herr, Regina (* 1957), deutsche Politikerin (SPD), MdL
- Köpp-Junk, Heidi, deutsche Ägyptologin, Musikarchäologin und Sängerin
- Kopp-Marx, Michaela (* 1963), deutsche Literaturwissenschaftlerin

#### Koppa
- Koppa, Maria Eleni (* 1963), griechische Politikerin der Panellinio Sosialistiko Kinima, MdEP
- Köppä, Olavi (* 1951), finnischer Eisschnellläufer
- Koppa, Wilhelm (* 1911), deutscher Fußballspieler
- Koppang, Nina (* 2002), schwedische Handballspielerin
- Koppány († 998), ungarischer Adeliger und Thronanwärter
- Koppay, Josef Arpád (1859–1927), österreichischer MalerJosef Arpád Koppay (1859–1927)

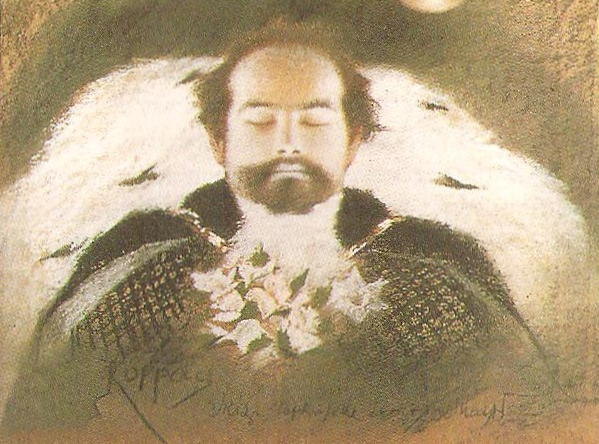
Josef Arpád Koppay (1859–1927)

#### Koppc
- Köppchen, Patrick (* 1980), deutscher Eishockeyspieler

#### Koppe
- Köppe, Adolf (1874–1956), deutscher Landwirt, Tierzüchter und Verbandsfunktionär
- Köppe, August (1818–1888), deutscher Jurist, Staatsminister und Reichstagsabgeordneter
- Koppe, Carl (1844–1910), deutscher Geodät
- Koppe, Carl Wilhelm (1777–1837), deutscher Historiker, Jurist, Politiker und Diplomat in preußischen Diensten
- Koppe, Christian († 1721), Berliner Stadthauptmann und Ratsverwandter
- Koppe, Erwin (* 1938), deutscher Geräteturner
- Koppe, Franz (1931–2012), deutscher Sprach- und Literaturphilosoph
- Köppe, Günter (* 1939), deutscher Sportpädagoge
- Koppe, Hans-Joachim (1934–2013), deutscher Journalist
- Koppe, Hans-Peter (* 1958), deutscher Ruderer, Olympiasieger
- Koppé, Hedda (1896–1990), Schweizer SchauspielerinHedda Koppé (1896–1990)

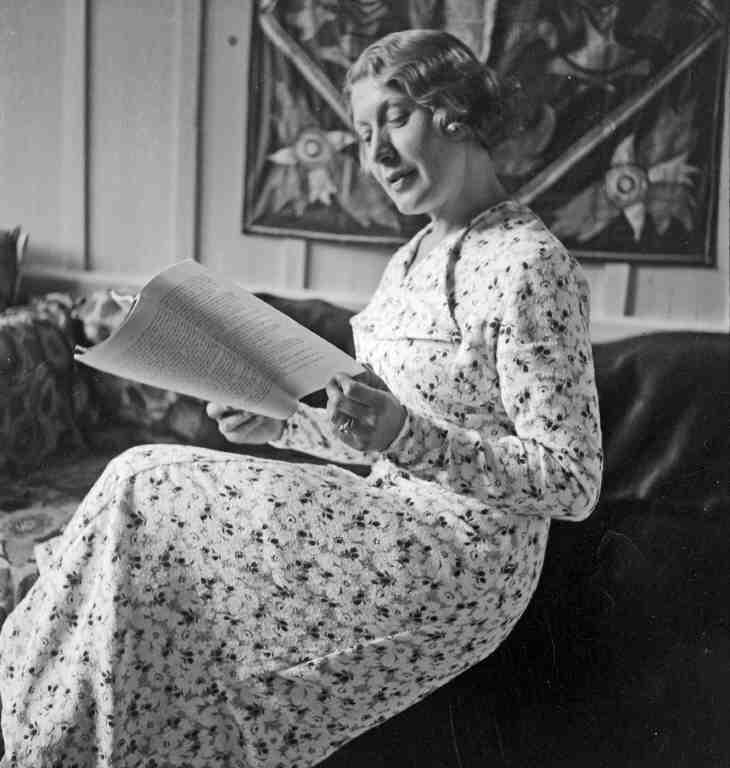
Hedda Koppé (1896–1990)

- Koppe, Heinrich (1891–1963), deutscher Luftfahrtingenieur, Flugmeteorologe und Hochschullehrer
- Köppe, Herbert (1904–1991), deutscher Maler
- Köppe, Ingrid (* 1958), deutsche Bürgerrechtlerin und Politikerin (Bündnis 90/Die Grünen)
- Koppe, Jens (* 1962), deutscher Fußballspieler
- Koppe, Johann Benjamin (1750–1791), deutscher lutherischer Theologe
- Koppe, Johann Christian (1714–1793), deutscher Bürgermeister, Verleger und Herausgeber
- Koppe, Johann Christian (1757–1827), deutscher Jurist und Universitätsbibliothekar
- Koppe, Johann Gottlieb (1782–1863), deutscher Agronom und Reformer der Landwirtschaft
- Koppe, Johannes (1883–1959), deutscher Architekt
- Köppe, Kevin (* 1992), deutscher Schauspieler
- Koppe, Klara (* 2000), deutsche Leichtathletin
- Koppe, Leena (* 1974), österreichische Kamerafrau
- Köppe, Leonhard (1884–1969), deutscher Augenarzt und Universitätslehrer
- Koppe, Louise (1846–1900), französische Feministin und Gründerin der Maisons maternelles
- Koppe, Marian (* 1964), deutscher Politiker (FDP), MdL
- Koppe, Paul (1928–2003), deutscher Chemiker
- Koppe, Richard (1916–1973), US-amerikanischer Künstler der abstrakten Malerei
- Koppe, Rolf (* 1941), deutscher Bischof
- Köppe, Rüdiger (1962–2024), deutscher Dozent und Verleger
- Koppe, Thomas (* 1958), deutscher Zellbiologe, Anatom und Hochschullehrer an der Universität Greifswald
- Koppe, Thomas (* 1973), deutscher Songwriter und Kinderliedermacher
- Köppe, Tilmann Arndt (* 1977), deutscher germanistischer Literaturwissenschaftler
- Koppe, Ulrich (1899–1942), deutscher paramilitärischer Aktivist
- Köppe, Waldemar (* 1952), deutscher Fußballspieler
- Köppe, Walter (1891–1970), deutscher Funktionär (KPD)
- Köppe, Werner (1929–2015), deutscher Jurist
- Koppe, Wilhelm (1896–1975), deutscher Offizier, SS-Führer, Politiker (NSDAP), MdR und PolizistWilhelm Koppe (1896–1975)

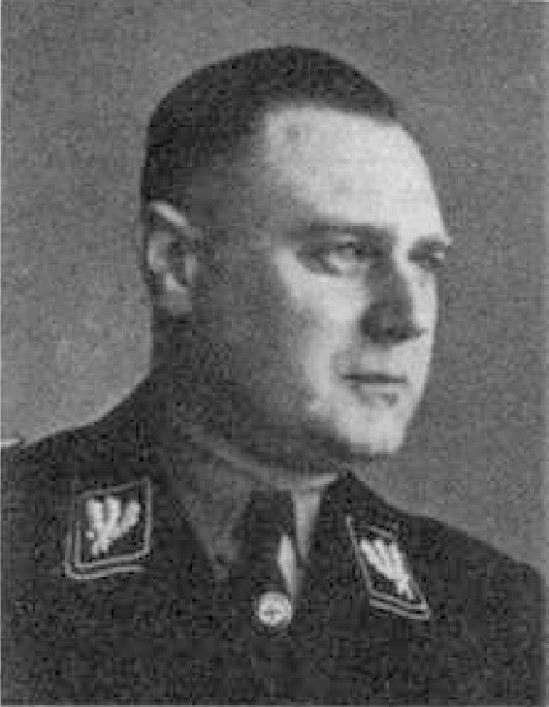
Wilhelm Koppe (1896–1975)

- Koppe, Wilhelm (1908–1986), deutscher Historiker und Hochschullehrer
- Köppe, Willi (* 1913), deutscher Fußballspieler
- Köppe, Wolfgang (1926–2018), deutscher Künstler
- Koppehel, Carl (1890–1975), deutscher Fußballschiedsrichter, Funktionär und Autor
- Koppehel, Nadine (* 1977), deutsche Politikerin (AfD), MdL
- Koppehele, Georgius (1538–1604), deutscher Theologe und Gründer der George Koppehele’schen Familienstiftung
- Koppel, Anders (* 1947), dänischer Komponist und Musiker
- Koppel, Arthur (1851–1908), deutscher Kaufmann und Maschinenbau-Unternehmer
- Koppel, Benjamin (* 1974), dänischer Jazzmusiker (Saxophon, Komposition), Musikproduzent und Autor
- Koppel, Brett Justin, US-amerikanischer Schauspieler
- Köppel, Christian (* 1994), deutscher Fußballspieler
- Köppel, Daniel (* 2000), österreichischer Basketballspieler
- Koppel, Emilie Kroyer (* 2002), dänische Schauspielerin
- Koppel, Gerda (1875–1941), deutsche Malerin und Kunstschulleiterin
- Koppel, Heinrich (1863–1944), estnischer Mediziner
- Koppel, Heinz (1919–1980), britischer Maler deutscher Herkunft
- Köppel, Helene Luise (* 1948), deutsche Schriftstellerin
- Koppel, Henning (1918–1981), dänischer Designer, Bildhauer und Grafiker
- Koppel, Herman D. (1908–1998), dänischer Pianist und Komponist
- Köppel, Horst (* 1948), deutscher Fußballspieler und -trainer
- Köppel, Jochen (1929–1993), deutscher Schauspieler, Hörspielsprecher und Autor
- Köppel, Johann Daniel, deutscher Barockbaumeister
- Köppel, Karl von (1845–1910), österreichisch-ungarischer Vizeadmiral
- Köppel, Karl von (1854–1927), bayerischer General der Infanterie
- Koppel, Kurt (* 1915), österreichischer Gestapo-Agent
- Koppel, Leopold (1854–1933), jüdischer Unternehmer, Bankier, Kunstsammler und Wissenschaftsmäzen
- Koppel, Liisa (2003–2021), estnische Kinderdarstellerin
- Koppel, Lily (* 1981), US-amerikanische Sachbuchautorin und Journalistin
- Koppel, Max (1840–1917), jüdisch-deutscher Unternehmer
- Koppel, Max (1905–1974), deutschamerikanischer Rabbiner
- Koppel, Nikolaj (* 1969), dänischer Musiker
- Köppel, Nora (* 1972), argentinische Gewichtheberin
- Koppel, Robert (1874–1966), deutscher Sänger
- Köppel, Roger (* 1965), Schweizer Journalist, Publizist, Medienunternehmer und PolitikerRoger Köppel (* 1965)

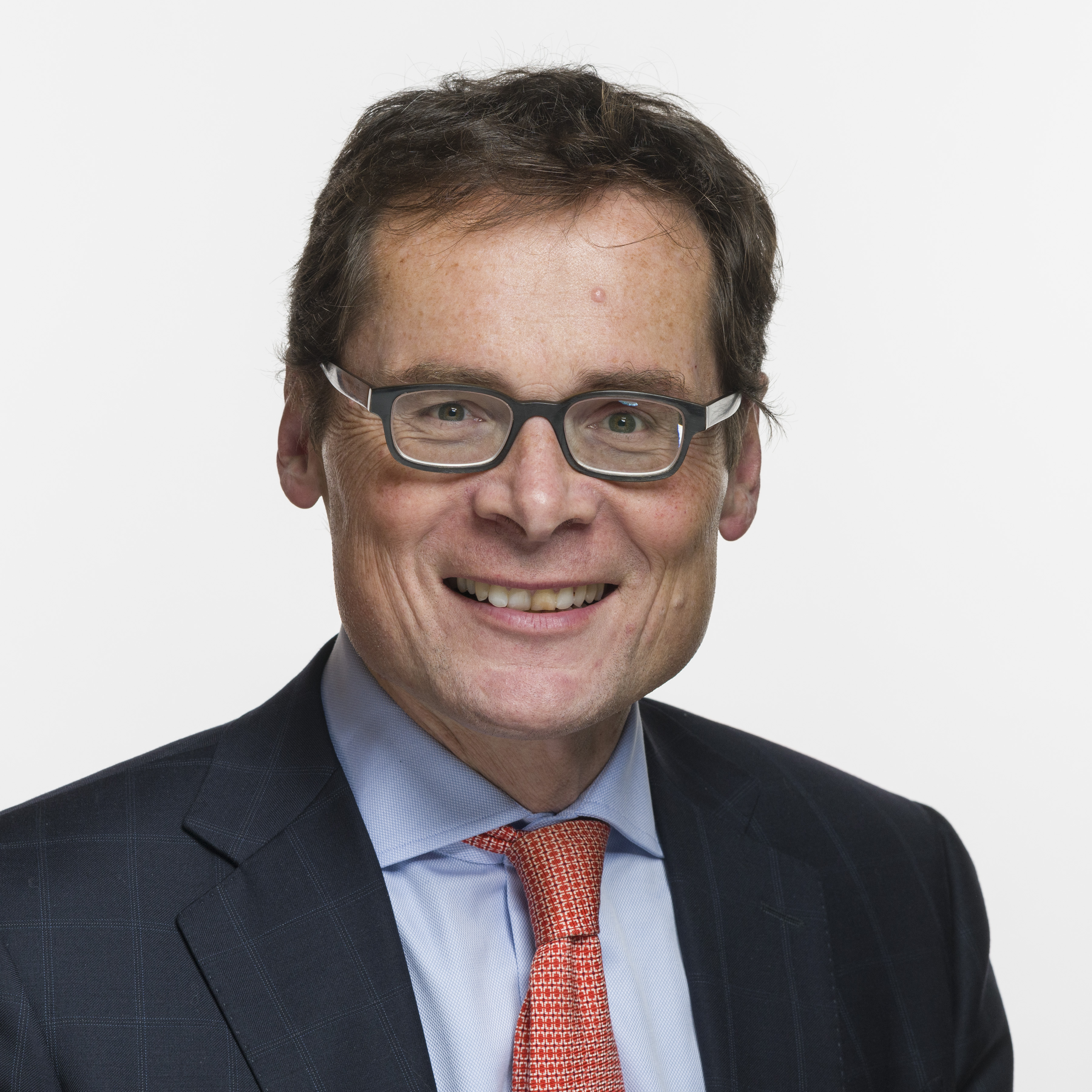
Roger Köppel (* 1965)

- Köppel, Sebastian, frühneuzeitlicher böhmischer Unternehmer
- Köppel, Stephan (* 1963), deutscher Architekt
- Koppel, Ted (* 1940), US-amerikanischer Journalist
- Koppel, Ulla (* 1948), dänische Schauspielerin
- Koppel, Uta (1936–2005), deutsche Schriftstellerin
- Koppel, Walter (1906–1982), deutscher Filmproduzent
- Koppel-Ellfeld, Franz (1838–1920), deutscher Jurist, Schriftsteller und Dramaturg
- Koppelaar, Frans (* 1943), niederländischer Maler
- Koppelaar, Rutger (* 1993), niederländischer Stabhochspringer
- Koppelberg, Paul (1912–1981), deutscher Ordensgeistlicher; Präsident des Päpstlichen Missionswerkes der Kinder
- Koppelhuber, Franz (1885–1965), österreichischer Architekt und Bildhauer
- Koppelin, Jürgen (* 1945), deutscher Politiker (FDP), MdB
- Koppelkamm, Daniel (* 1959), deutscher Kameramann
- Koppelkamm, Stefan (* 1952), deutscher Grafik-Designer, Ausstellungsgestalter, Fotograf, Autor und Hochschulprofessor
- Koppelmann, Heinrich (1894–1972), deutscher Linguist
- Koppelmann, Leonhard (* 1970), deutscher Hörspiel- und Theaterregisseur sowie Hörspiel- und FeatureautorLeonhard Koppelmann (* 1970)

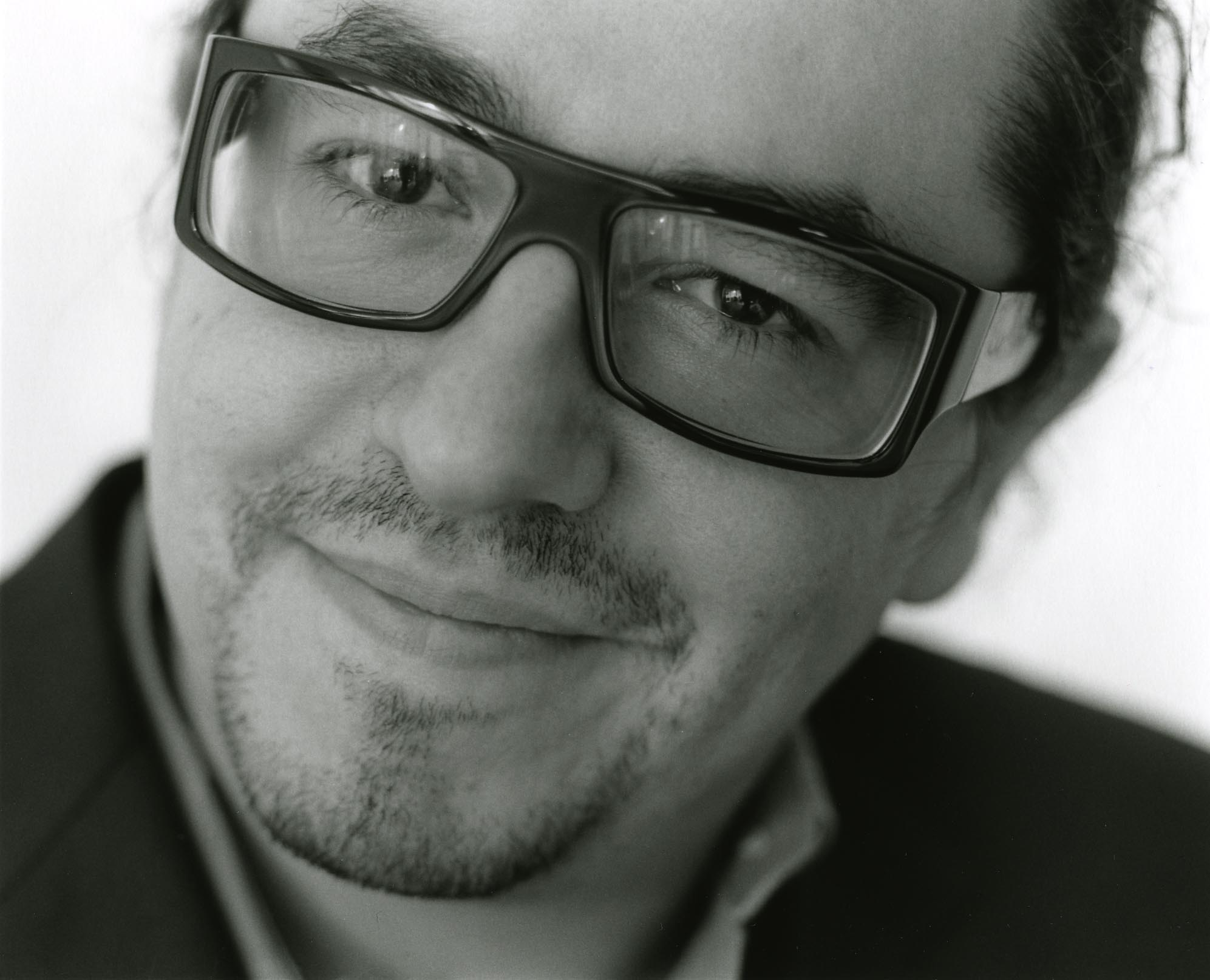
Leonhard Koppelmann (* 1970)

- Koppelow, Ernst Christoph von (1659–1721), Geheimer Rat und mecklenburgischer Rittergutsbesitzer
- Koppelow, Otto von (1863–1942), preußischer Generalleutnant
- Koppelstätter, Lenz (* 1982), italienischer Journalist und Krimischriftsteller (Südtirol)
- Koppen, Adolf Karl (1827–1902), deutscher evangelischer Generalsuperintendent
- Köppen, Anna (1881–1965), deutsche Fotografin
- Köppen, Bernd (1951–2014), deutscher Musiker und Komponist
- Köppen, Carl Friedrich (1737–1798), preußischer Kriegsrat und Kanonikus
- Koppen, Dan (* 1979), US-amerikanischer Footballspieler
- Köppen, Daniel Joachim (1736–1807), deutscher evangelisch-lutherischer Geistlicher, Autor und Schulreformer
- Köppen, Edlef (1893–1939), deutscher Schriftsteller und RundfunkredakteurEdlef Köppen (1893–1939)

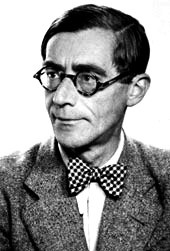
Edlef Köppen (1893–1939)

- Köppen, Ernst (1918–1989), deutscher Politiker (SPD), MdA
- Koppen, Erwin (1929–1990), deutscher Literaturwissenschaftler, Romanist und Germanist
- Köppen, Fedor von (1830–1904), preußischer Oberstleutnant, Dichter, Militärschriftsteller
- Köppen, Friedrich (1775–1858), deutscher Philosoph und Hochschullehrer
- Köppen, Friedrich Gotthold (1700–1769), Geheimer Rat und Kriegszahlmeister
- Köppen, Fritz (1935–2022), deutscher Leichtathlet
- Köppen, Gina (* 1998), deutsche Volleyballspielerin
- Köppen, Gustav von (1821–1896), preußischer Generalleutnant
- Köppen, Hannes (* 1957), deutscher Triathlet
- Köppen, Hans († 1888), deutscher Verwaltungsbeamter
- Köppen, Heinrich (1822–1883), preußischer Generalmajor und Kommandant von Saarlouis
- Köppen, Jan (* 1983), deutscher Fernsehmoderator und DJJan Köppen (* 1983)

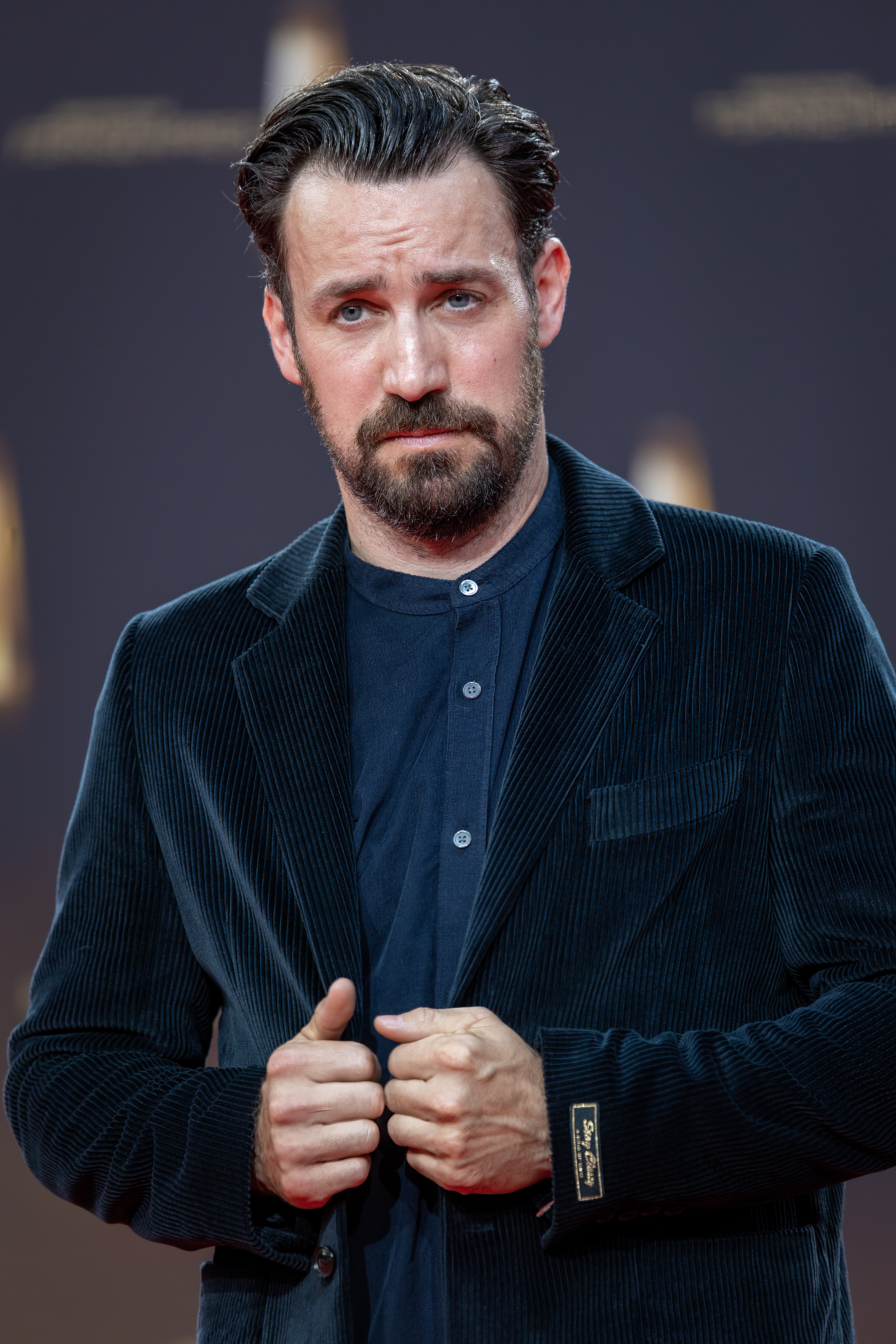
Jan Köppen (* 1983)

- Köppen, Jens (* 1966), deutscher Ruderer
- Köppen, Johann († 1682), anhaltinisch-brandenburgischer Hofrat
- Köppen, Johann Gerhard (1743–1813), deutscher evangelisch-lutherischer Geistlicher
- Köppen, Johann Heinrich Justus (1755–1791), deutscher Philologe und Lehrer
- Köppen, Johann von (1531–1611), brandenburgischer Jurist
- Köppen, Johann von (1564–1630), brandenburgischer Jurist, Vizekanzler und Hochschullehrer
- Koppen, Johannes (1656–1718), Bürgermeister von Kassel
- Köppen, Karl (1888–1936), deutscher Politiker (KPD), MdHB
- Köppen, Karl Friedrich (1808–1863), deutscher Lehrer, politischer Journalist, Junghegelianer und Historiker
- Köppen, Kerstin (* 1967), deutsche Ruderin, mehrfache Olympiasiegerin und Weltmeisterin im Rudern
- Køppen, Lene (* 1953), dänische Badmintonspielerin
- Koppen, Luise (1855–1922), deutsche Schriftstellerin
- Köppen, Max (1877–1960), deutscher Maler, Zeichner, Grafiker und Kunstlehrer
- Köppen, Nikolaus (1668–1739), deutscher Sprachwissenschaftler (Orientalist), Rektor der Universität Greifswald
- Koppen, Nora (* 1989), deutsche Schauspielerin und Synchronsprecherin
- Köppen, Paul (1900–1958), deutscher Motorrad- und Automobilrennfahrer sowie Motorenkonstrukteur
- Köppen, Peter von (1793–1864), deutsch-russischer Geograph, Statistiker und Ethnograph
- Köppen, Rudi (* 1943), deutscher Hochspringer
- Köppen, Theo (* 1953), deutscher Schriftsteller und Maler
- Köppen, Theodor (1828–1903), deutscher Marine-, Historien- und Porträtmaler
- Köppen, Wilhelm (1876–1917), deutscher Maler
- Köppen, Wladimir (1846–1940), deutscher Meteorologe, Klimatologe, Geograph und Botaniker
- Koppen, Wolfram (1939–2011), deutscher Judoka
- Köppen-Bode, Martha (1866–1958), deutsche Schriftstellerin und Politikerin (CSVD)
- Köppen-Zuckschwerdt, Sandra (* 1975), deutsche Judoka und Sumōringerin
- Koppenberg, Heinrich (1880–1960), deutscher Industrie-Manager, Wehrwirtschaftsführer im Dritten Reich
- Koppenburg, Clara (* 1995), deutsche RadrennfahrerinClara Koppenburg (* 1995)

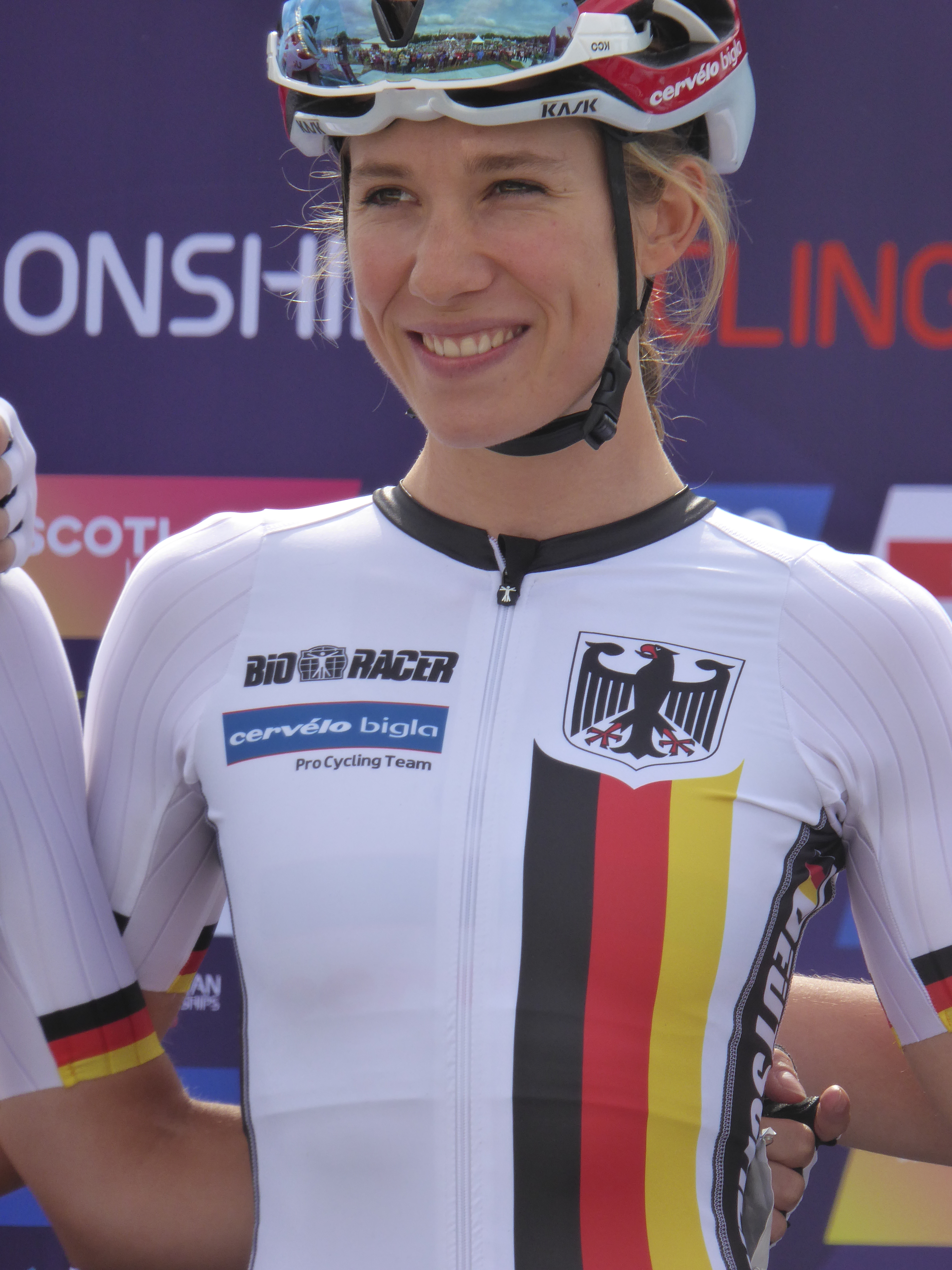
Clara Koppenburg (* 1995)

- Köppendörfer, Heinz (1936–2020), deutscher Sportjournalist
- Koppenfels, Hans von (1862–1935), sächsischer Generalmajor
- Koppenfels, Johann Friedrich Kobe von (1737–1811), deutscher Jurist, Geheimer Rat und Kanzler
- Koppenfels, Konrad von (1868–1945), sächsischer Generalmajor
- Koppenfels, Martin von (* 1967), deutscher Literaturwissenschaftler
- Koppenfels, Werner von (1904–1945), deutscher Mathematiker
- Koppenfels, Werner von (* 1938), deutscher Anglist
- Koppenfels-Spies, Katharina von (* 1972), deutsche Juristin
- Koppenhagen, Benno (1867–1934), deutscher Arzt und Schriftsteller
- Koppenhaver, Jon (* 1981), US-amerikanischer ehemaliger professioneller Mixed-Martial-Arts-KämpferJon Koppenhaver (* 1981)

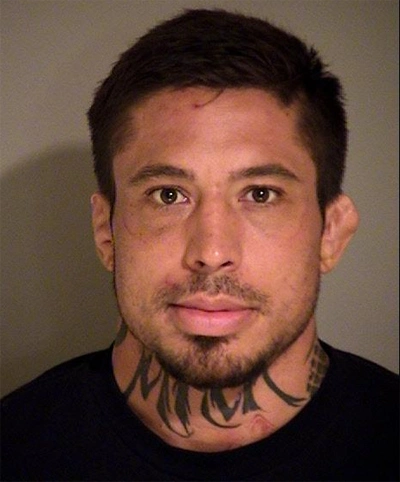
Jon Koppenhaver (* 1981)

- Koppenhöfer, Herward (* 1946), deutscher Fußballspieler
- Koppenhöfer, Maria (1901–1948), deutsche Schauspielerin
- Koppenhöfer, Otto (1928–2000), deutscher Leichtathlet
- Koppenhöfer, Ruth (1922–1994), deutsche Keramikkünstlerin
- Koppensteiner, Bertrand (1876–1961), österreichischer Geistlicher und Abt von Zwettl
- Koppensteiner, Gerhard (1931–2007), österreichischer Finanzbeamter und Politiker (ÖVP), Abgeordneter zum Nationalrat, Mitglied des Bundesrates
- Koppensteiner, Hans-Georg (1936–2025), deutsch-österreichischer Rechtswissenschaftler und Hochschullehrer
- Koppensteiner, Jan-Sebastian (* 2001), österreichischer Fußballspieler
- Koppensteiner, Johann (1886–1958), österreichischer Politiker (SPÖ), burgenländischer Landtagsabgeordneter, niederösterreichischer Landtagsabgeordneter
- Koppensteiner, Josef (1874–1938), österreichischer Politiker (GDVP, LB), niederösterreichischer Landtagsabgeordneter
- Koppenwallner, Ludwig (1921–2010), deutscher Leichtathlet und Sportjournalist
- Kõpper, Andres (* 1990), estnischer Musiker und Regisseur
- Kopper, Christopher (* 1962), deutscher Historiker
- Kopper, Eduardo (* 1965), costa-ricanischer Skirennläufer
- Köpper, Ernst (1893–1965), deutscher Politiker (SPD), MdL
- Kopper, Ernst Michael (* 1945), österreichischer Architekt
- Kopper, Gerd G. (* 1941), deutscher Kommunikationswissenschaftler und Hochschullehrer
- Kopper, Helena (* 1910), polnische Hausfrau, Kapo im KZ Bergen-BelsenHelena Kopper (* 1910)

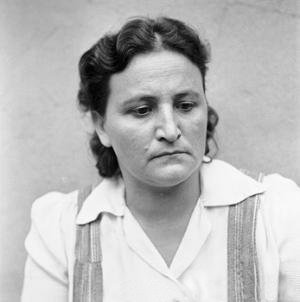
Helena Kopper (* 1910)

- Kopper, Hilmar (1935–2021), deutscher Bankmanager
- Kopper, Joachim (1925–2013), deutscher Philosoph
- Köpper, Jürgen (* 1966), deutscher Kommunalpolitiker (CDU)
- Köpper, Michael (* 1966), deutscher Fußballspieler
- Koppermann, Ingbert (* 1945), deutscher Basketballnationalspieler
- Koppernæs, Inger (1928–1990), norwegische Politikerin (Høyre) und Managerin
- Koppernigk, Barbara, Äbtissin des Zisterzienserinnenklosters in Kulm
- Koppernigk, Niklas, Vater von Nikolaus Kopernikus
- Koppers, Dico (* 1990), niederländischer Fußballspieler
- Koppers, Heinrich (1872–1941), deutscher Ingenieur und Industrieller
- Koppers, Jürgen (1941–2006), deutscher Tonmeister
- Koppers, Margarete (* 1961), deutsche Juristin und Generalstaatsanwältin in Berlin
- Koppers, Wilhelm (1886–1961), deutscher katholischer Priester und Ethnologe
- Kopperschmidt, Fritz (1939–2011), deutscher Regattasegler
- Kopperschmidt, Josef (1937–2022), deutscher Geisteswissenschaftler
- Koppert, Claudia (* 1958), deutsche politische Publizistin und Schriftstellerin
- Koppert, Vinzenz (1894–1969), deutscher Stenograph
- Koppes, Johannes Joseph (1843–1918), luxemburgischer Bischof (1883–1918)
- Koppes, Peter (* 1955), australischer Gitarrist und Songwriter
- Koppetsch, Cornelia (* 1967), deutsche SoziologinCornelia Koppetsch (* 1967)

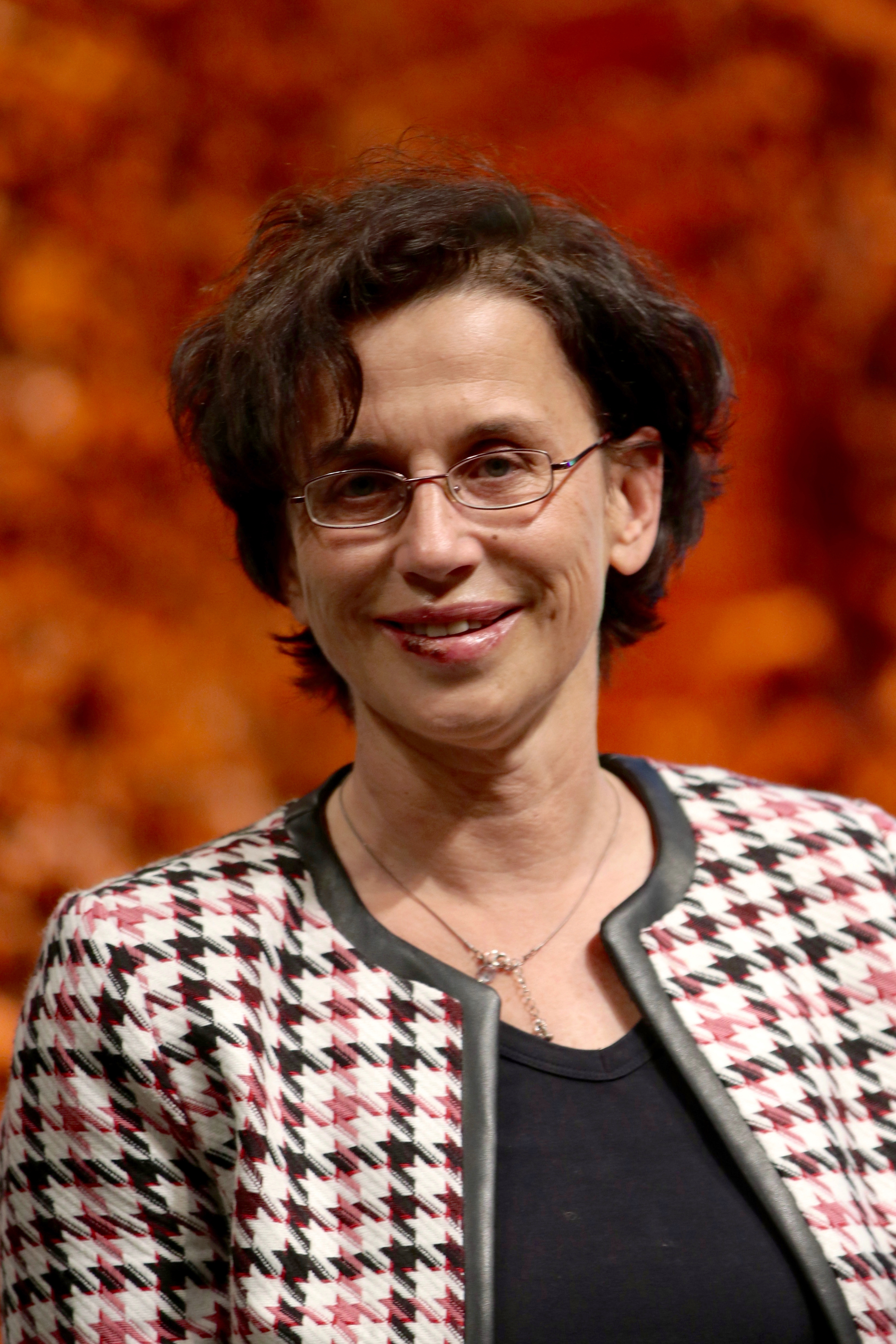
Cornelia Koppetsch (* 1967)

#### Koppi
- Koppikar, Isha (* 1976), indische Filmschauspielerin und Model
- Koppin, Ludwig Lebrecht (1766–1846), deutscher Deichhauptmann im Oderbruch (1830)
- Koppinen, Miika (* 1978), finnischer Fußballspieler
- Köpping, Bernd-Michael († 1989), deutsches Mordopfer
- Köpping, Heinz, deutscher Fußballspieler
- Köpping, Helmut (* 1967), österreichischer Kino- und Theaterregisseur
- Köpping, Karl (1848–1914), deutscher Kupferstecher und Designer
- Köpping, Petra (* 1958), deutsche Politikerin (SPD), MdLPetra Köpping (* 1958)

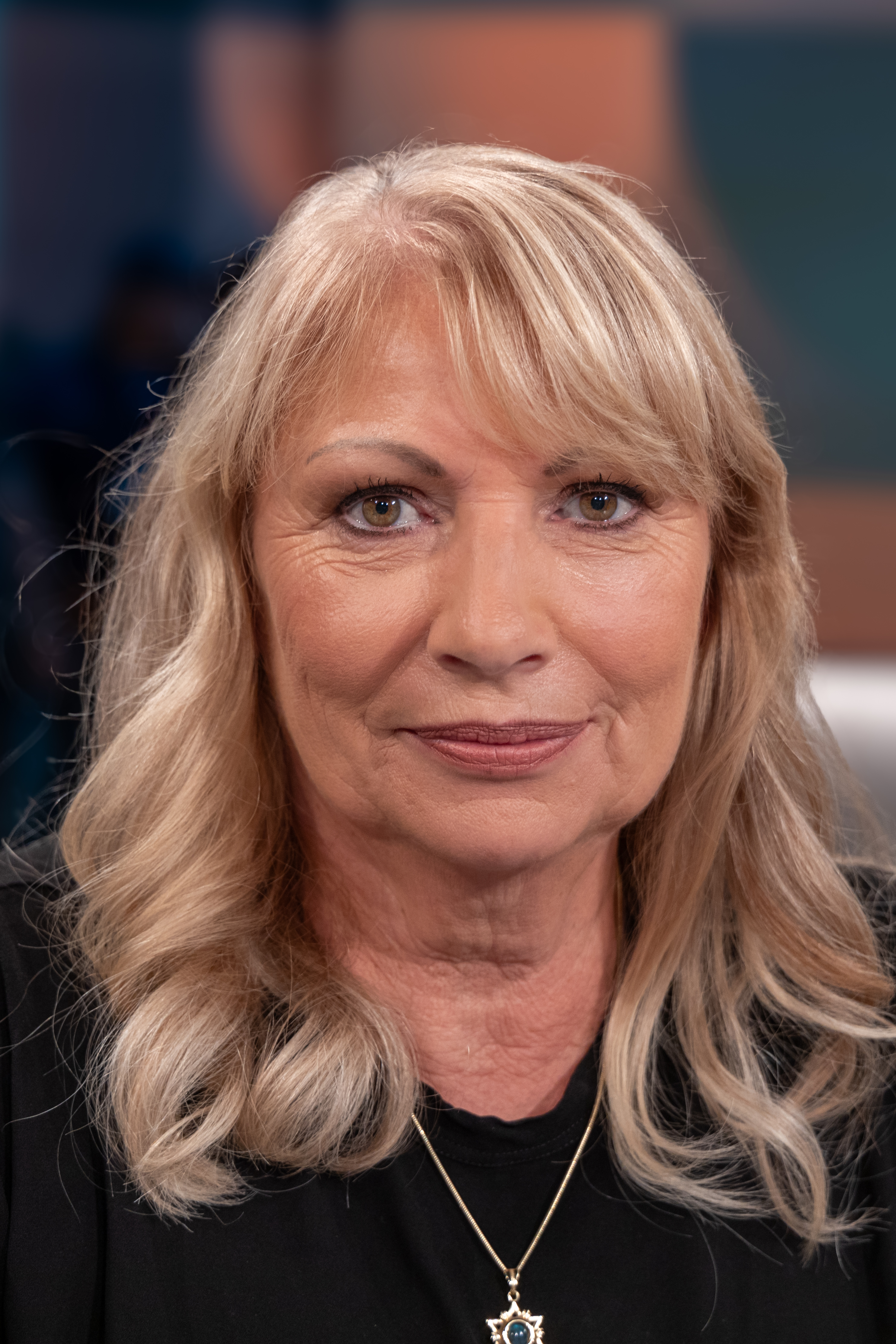
Petra Köpping (* 1958)

- Köpping, Walter (1923–1995), deutscher Autor und Gewerkschafter
- Koppitsch, Georg (1825–1880), österreich-ungarischer Steinmetz des Historismus
- Koppitz, Hans Joachim (1924–2015), deutscher Buchhistoriker und Buchwissenschaftler
- Koppitz, Rudolf (1884–1936), österreichischer Fotograf
- Koppitz, Sonja (* 1981), deutsche Hörfunkmoderatorin und Podcast-Autorin

#### Koppk
- Koppke, Benjamin (* 2005), tschechisch-deutscher Basketballspieler
- Koppke, Julia (* 1972), deutsche Politikerin (GAL, Regenbogen), MdHB
- Koppke, Rainer (* 1945), deutscher Journalist

#### Koppl
- Köppl, Bernd (* 1948), deutscher Mediziner und Politiker (Bündnis 90/Die Grünen), MdA
- Köppl, Florian (* 1994), deutscher Basketballspieler
- Köppl, Johannes (* 1985), deutscher Kirchenmusiker und Hochschullehrer
- Köppl, Julia (* 1991), österreichische Basketballnationalspielerin
- Köppl, Julian (* 1990), deutscher Handballschiedsrichter
- Köppl, Rudolf (1913–1982), österreichischer Politiker (SPÖ) und Bezirksvorsteher
- Köppl, Thomas (* 1966), deutscher Kommunalpolitiker (CDU), Bürgermeister der Stadt Quickborn
- Köppl-Turyna, Monika (* 1985), WirtschaftswissenschafterinMonika Köppl-Turyna (* 1985)

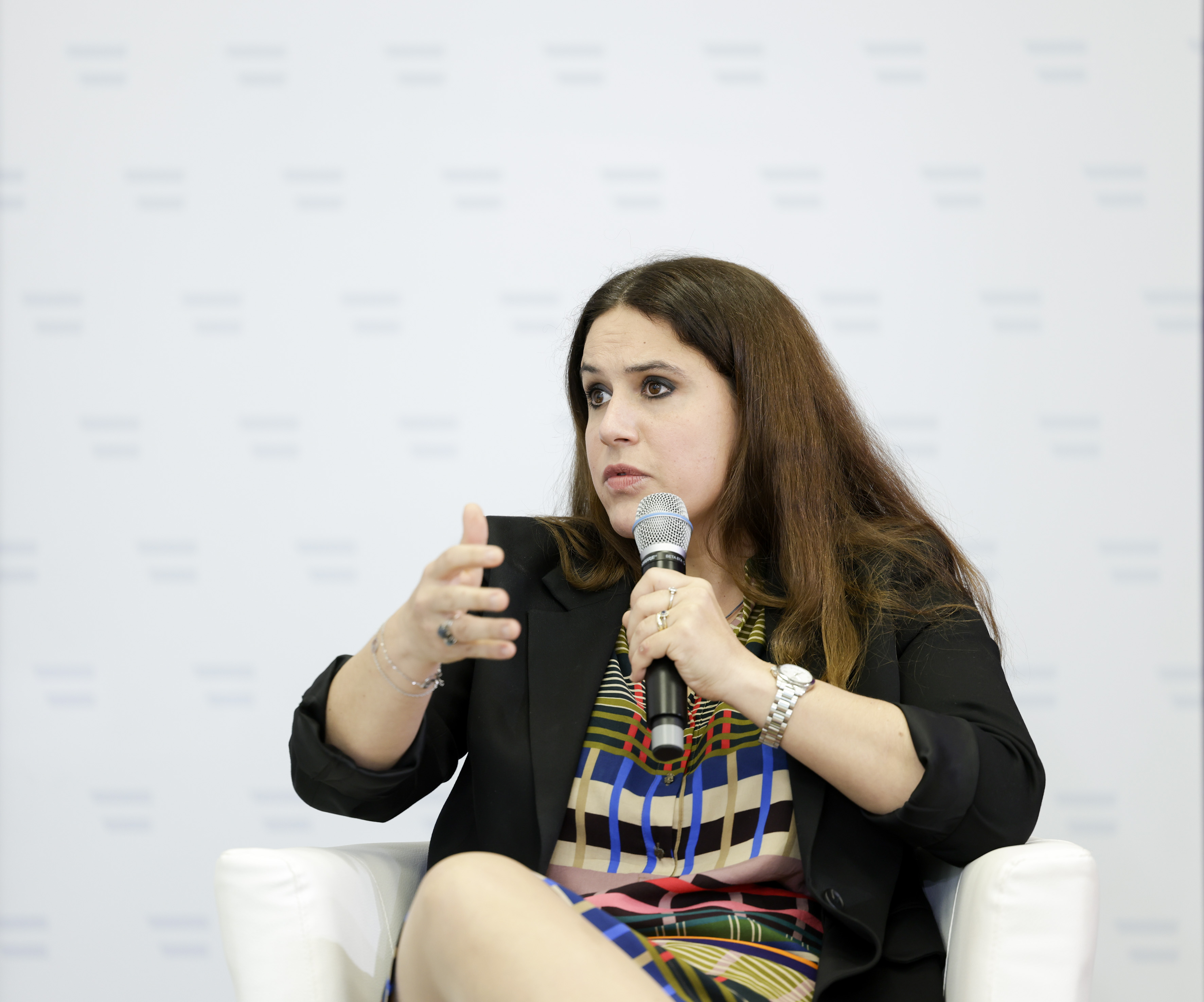
Monika Köppl-Turyna (* 1985)

- Kopple, Barbara (* 1946), US-amerikanische Filmregisseurin und Filmproduzentin
- Köpple, Tim (* 2000), deutscher Basketballspieler
- Kopplemann, Herman P. (1880–1957), US-amerikanischer Politiker
- Koppler, Erhard (* 1939), österreichischer Politiker (SPÖ), Abgeordneter zum Nationalrat
- Köppler, Heinrich (1925–1980), deutscher Jurist und Politiker (CDU), MdB, MdL
- Koppler, Josef (1901–1977), österreichischer Politiker
- Köppler, Paul (* 1946), buddhistischer Autor und Meditationslehrer
- Köppler, Rudolf (1936–2025), deutscher Politiker (SPD), Oberbürgermeister der Stadt Günzburg
- Kopplin, Björn (* 1989), deutscher FußballspielerBjörn Kopplin (* 1989)

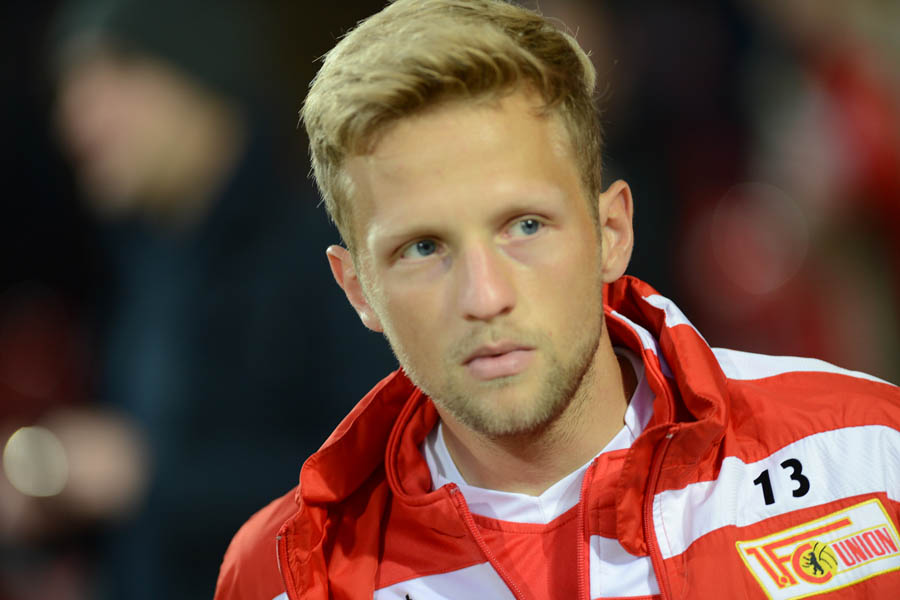
Björn Kopplin (* 1989)

- Kopplin, Dag-Alexis, deutscher Popsänger
- Kopplin, Gail (1939–2021), US-amerikanischer Politiker und Schulrat
- Köpplinger, Emil (1897–1988), deutscher Fußballspieler
- Köpplinger, Josef Ernst (* 1964), österreichischer Opern-, Operetten-, Musical- und Schauspielregisseur und Intendant

#### Koppm
- Koppmann, Adolf (1781–1835), Abt von Stift Tepl
- Koppmann, Fritz (* 1865), deutscher Porträt-, Landschafts- und Marinemaler
- Koppmann, Georg (1842–1909), deutscher Berufsfotograf
- Koppmann, Karl (1839–1905), deutscher Historiker und Archivar
- Koppmann, Rudolf Maria (1913–2007), deutscher Ordensgeistlicher, Apostolischer Vikar von Windhuk

#### Koppo
- Koppold, József (1799–1871), banatschwäbischer römisch-katholischer Pfarrer und Maler

#### Koppr
- Kopprasch, Eberhard (1935–2020), deutscher Arbeitsgruppenleiter im Ministerium für Staatssicherheit (MfS) der DDR
- Kopprasch, Felix (1891–1946), deutscher Politiker (NSDAP), MdR
- Kopprasch, Georg, deutscher Komponist und Hornist
- Kopprasch, Hans (1934–2010), deutscher Schauspieler
- Koppruch, Nils (1965–2012), deutscher Musiker und freischaffender KünstlerNils Koppruch (1965–2012)

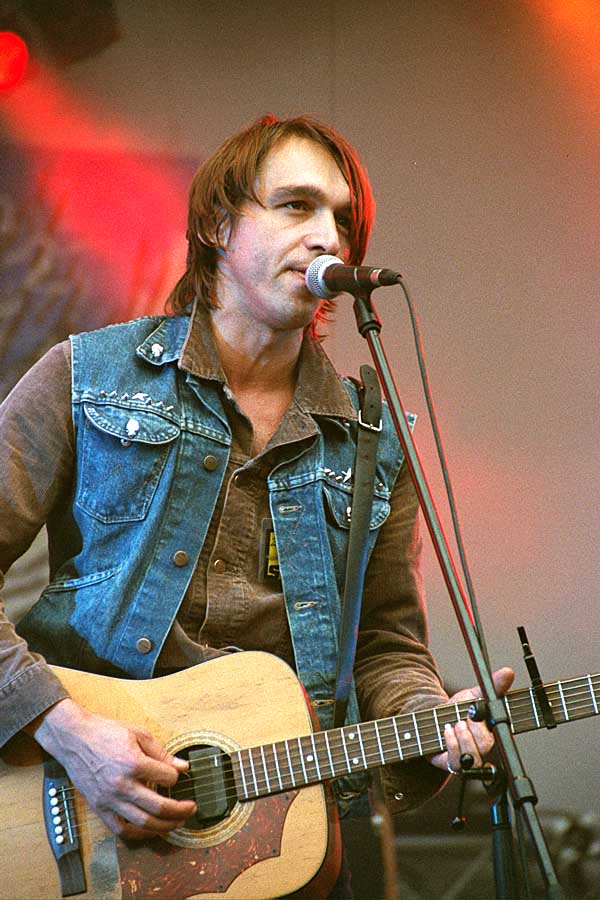
Nils Koppruch (1965–2012)

#### Kopps
- Kopps, Reinhard (1914–2001), deutscher NS-Geheimdienstagent und NS-Fluchthelfer

#### Koppy
- Koppy, Adam (1973–2013), US-amerikanischer Maschinenbauer
- Koppy, Johann August Wilhelm von (1745–1796), preußischer Offizier und Landrat
- Koppy, Johann von (1603–1676), sächsischer Militär

### Kopr
- Kopra, Timothy (* 1963), US-amerikanischer Astronaut
- Kopriva, Andreas (* 1964), österreichischer Filmregisseur, Filmeditor, Tonmeister und Tongestalter
- Kopřiva, David (* 1979), tschechischer Ruderer
- Kopřiva, Karel Blažej (1756–1785), böhmischer Organist und Komponist
- Kopřiva, Luděk (1924–2004), tschechischer Schauspieler
- Kopřiva, Ondřej (* 1988), tschechischer Badmintonspieler
- Kopřiva, Tomáš (* 1986), tschechischer Badmintonspieler
- Kopřiva, Václav Jan (1708–1789), tschechischer Organist, Kantor, Komponist und Musikpädagoge
- Kopřiva, Vít (* 1997), tschechischer Tennisspieler
- Koprivica, Momo, montenegrinischer Politiker, Abgeordneter und stellvertretender Ministerpräsident
- Koprivnikar, Aljaž (* 1987), slowenischer Dichter, Kulturmanager und Herausgeber
- Koprivnikar, Peter (* 1976), slowenischer Bogenbiathlet und Bogenschütze
- Koprivšek, Luka († 2018), slowenischer Skisprungtrainer
- Koprivšek, Stane, slowenischer Badmintonspieler
- Kopriwiza, Anton Glebowitsch (* 1991), russischer Snowboarder
- Kopron, Malwina (* 1994), polnische Hammerwerferin
- Koprov, Grigor (* 1943), mazedonischer Popmusik-Komponist
- Koprowski, Andrzej (1940–2021), polnischer Ordensgeistlicher, Theologe und Rundfunkjournalist
- Koprowski, Hilary (1916–2013), US-amerikanischer Virologe polnischer Abstammung
- Koprowski, John L. (* 1961), US-amerikanischer Mammaloge, Naturschutzbiologe und Ökologe
- Koprowski, Peter Paul (* 1947), kanadischer Komponist, Pianist, Dirigent und Musikpädagoge polnischer Herkunft
- Köprülü Fâzıl Ahmed Pascha (1635–1676), osmanischer GroßwesirKöprülü Fâzıl Ahmed Pascha (1635–1676)

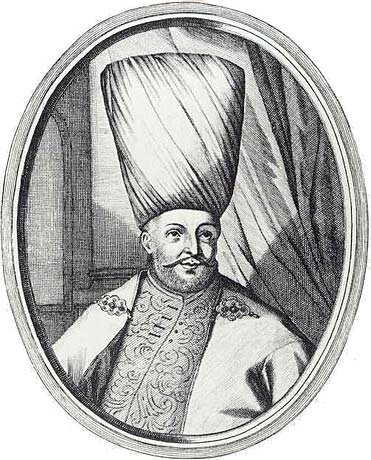
Köprülü Fâzıl Ahmed Pascha (1635–1676)

- Köprülü, Mehmed Pascha († 1661), Großwesir des Osmanischen Reiches
- Köprülü, Mehmet Fuat (1888–1966), türkischer Politiker und Historiker
- Köprülü, Rıza (* 1911), türkischer Fußballspieler

### Kops
- Kops, Aranka (* 1995), niederländische Ruderin
- Kops, Bernard (1926–2024), britischer Dramatiker
- Kops, Dietrich (* 1964), österreichischer Politiker (FPÖ, DAÖ), Landtagsabgeordneter
- Kops, Ebbe (1930–2021), dänischer Boxer
- Kops, Erich (1905–1961), deutscher Parteifunktionär (SPD, KPD, SED), MdV
- Kops, Erland (1937–2017), dänischer Badmintonspieler
- Kops, Franz (1846–1896), deutscher Landschaftsmaler
- Kops, Jan (1765–1849), niederländischer reformierter Theologe und Agrarwissenschaftler
- Kops, Krisha (* 1986), deutscher Philosoph und Schriftsteller
- Kops, Manfred (* 1950), deutscher Wirtschaftswissenschaftler
- Kopsa, Michael (1956–2022), kanadischer Schauspieler und Synchronsprecher
- Kopsch, Barbara Helena, deutsche Dichterin, Übersetzerin und Künstlerin
- Kopsch, Friedrich Wilhelm (1868–1955), deutscher Anatom
- Kopsch, Julius (1855–1935), deutscher Politiker (FrVP, FVP, DDP), MdR
- Kopsch, Julius (1887–1970), deutscher Dirigent und Komponist
- Kopsidas, Nestor (* 1975), griechischer Schauspieler und Synchronsprecher
- Kopstad, Kjell (1934–2006), norwegischer Skispringer
- Kopstadt, Heinrich Arnold (1719–1786), deutscher Verwaltungsjurist, Bürgermeister von Essen
- Kopstadt, Johann Conrad (1758–1834), deutscher Lehndirektor und Bürgermeister von Essen
- Kopstadt, Johann Heinrich († 1753), Hofrat, Lehnkanzlei-Direktor, Bürgermeister von Essen
- Köpstein, Helga (1926–2022), deutsche Byzantinistin

### Kopt
- Kopta, Josef (1894–1962), tschechischer Schriftsteller und Journalist
- Kopta, Kurt (1955–2018), österreichischer Künstler und Politiker
- Kopta, Petr (* 1965), tschechischer Eishockeyspieler
- Koptaş, Rober (* 1977), türkischer Geschichtswissenschaftler und Chefredakteur
- Koptjakow, Maxim Walerjewitsch (* 1987), russischer Boxer
- Koptjug, Walentin Afanassjewitsch (1931–1997), sowjetischer Chemiker

### Kopu
- Kopúnek, Kamil (* 1984), slowakischer Fußballspieler
- Kopunović, Velibor (* 1975), serbischer Fußballspieler
- Kopūstas, Algirdas (* 1949), litauischer Politiker
- Kopuz, Kılıçarslan (* 1977), türkischer Fußballspieler

### Kopy
- Kopyciński, Adam (1907–1982), polnischer Dirigent, Pianist, Sänger und Komponist
- Kopyciński, Sławomir (* 1975), polnischer Politiker, Mitglied des Sejm
- Kopylow, Dmitri Jepifanowitsch, russischer Forschungsreisender
- Kopylow, Juri Jakowlewitsch (1930–1998), sowjetischer Eishockeyspieler
- Kopylow, Sergei Wladimirowitsch (* 1960), sowjetischer Bahnradsportler
- Kopylow, Wiktor Wladimirowitsch (1951–2010), sowjetischer Radsportler
- Kopystenski, Zacharias († 1627), ukrainischer Schriftsteller, orthodoxer Theologe und Archimandrit
- Kopystiansky, Igor (* 1954), ukrainisch-amerikanischer Künstler
- Kopystiansky, Svetlana (* 1950), russisch-US-amerikanische Künstlerin
- Kopystynski, Michael, orthodoxer Bischof
- Kopystynskyj, Teofil (1844–1916), ukrainischer Maler, Porträtist und Restaurator
- Kopytman, Mark (1929–2011), israelischer Komponist und Musikpädagoge
- Kopyto, Jan (* 1934), polnischer Speerwerfer

### Kopz
- Kopzog, Michael (* 1960), deutscher Boxer